# 石巻市の町・字
石巻市の町・字（いしのまきしのまちあざ）では、宮城県石巻市を構成する町・字の変遷について解説する。石巻市を構成する町・字の一覧については石巻市の町・字一覧を参照。

石巻市の位置

石巻市は1889年（明治22年）4月1日に施行された町村制によって牡鹿郡石巻町として成立し、1933年（昭和8年）に市制を施行、その後牡鹿郡および桃生郡の諸町村との廃置分合に伴う町・字の編入や、住居表示に関する法律（昭和37年法律第119号）に基づく市街地域における住居表示の実施、住宅団地の建設に伴う町・字域の再編などを経て、2024年（令和6年）8月13日現在で261の町丁および3,121の字が設置されている。

## 市域の変遷
市域の変遷は以下の通りである。なお、境界変更による町域・字域の変化はここでは省略する。
| 1889年 4月1日 町村制施行 | 1989年 - 1939年            | 1939年 - 1954年           | 1955年 - 1964年               | 1965年 - 1989年            | 1990年 - 現在                | 現在   |
| ------------------------ | -------------------------- | ------------------------- | ----------------------------- | -------------------------- | ---------------------------- | ------ |
| 蛇田村                   | 蛇田村                     | 蛇田村                    | 1955年1月1日 石巻市に編入     | 石巻市                     | 2005年4月1日 新設合併 石巻市 | 石巻市 |
| 石巻町                   | 1933年4月1日 市制 石巻市   | 石巻市                    | 石巻市                        | 石巻市                     | 2005年4月1日 新設合併 石巻市 | 石巻市 |
| 稲井村                   | 稲井村                     | 稲井町                    | 1959年4月1日 町制 稲井町      | 1967年3月23日 石巻市に編入 | 2005年4月1日 新設合併 石巻市 | 石巻市 |
| 渡波町                   | 渡波町                     | 渡波町                    | 1959年5月15日 稲井町に編入    | 1967年3月23日 石巻市に編入 | 2005年4月1日 新設合併 石巻市 | 石巻市 |
| 渡波町                   | 渡波町                     | 渡波町                    | 1959年5月15日 石巻市に編入    | 石巻市                     | 2005年4月1日 新設合併 石巻市 | 石巻市 |
| 荻浜村                   | 荻浜村                     | 荻浜村                    | 1955年4月10日 石巻市に編入    | 石巻市                     | 2005年4月1日 新設合併 石巻市 | 石巻市 |
| 鮎川村                   | 鮎川村                     | 1940年12月1日 町制 鮎川町 | 1955年3月26日 新設合併 牡鹿町 | 牡鹿町                     | 2005年4月1日 新設合併 石巻市 | 石巻市 |
| 大原村                   | 大原村                     | 大原村                    | 1955年3月26日 新設合併 牡鹿町 | 牡鹿町                     | 2005年4月1日 新設合併 石巻市 | 石巻市 |
| 飯野川村                 | 1901年3月26日 町制飯野川町 | 飯野川町                  | 1955年3月21日 新設合併 河北町 | 河北町                     | 2005年4月1日 新設合併 石巻市 | 石巻市 |
| 二俣村                   | 二俣村                     | 二俣村                    | 1955年3月21日 新設合併 河北町 | 河北町                     | 2005年4月1日 新設合併 石巻市 | 石巻市 |
| 大谷地村                 | 大谷地村                   | 大谷地村                  | 1955年3月21日 新設合併 河北町 | 河北町                     | 2005年4月1日 新設合併 石巻市 | 石巻市 |
| 大川村                   | 大川村                     | 大川村                    | 1955年3月21日 新設合併 河北町 | 河北町                     | 2005年4月1日 新設合併 石巻市 | 石巻市 |
| 十五浜村                 | 十五浜村                   | 1941年4月1日 町制 雄勝町  | 雄勝町                        | 雄勝町                     | 2005年4月1日 新設合併 石巻市 | 石巻市 |
| 桃生村                   | 桃生村                     | 桃生村                    | 1955年3月21日 新設合併 桃生町 | 桃生町                     | 2005年4月1日 新設合併 石巻市 | 石巻市 |
| 中津山村                 | 中津山村                   | 中津山村                  | 1955年3月21日 新設合併 桃生町 | 桃生町                     | 2005年4月1日 新設合併 石巻市 | 石巻市 |
| 鹿又村                   | 鹿又村                     | 鹿又村                    | 1955年3月21日 新設合併 河南町 | 河南町                     | 2005年4月1日 新設合併 石巻市 | 石巻市 |
| 前谷地村                 | 前谷地村                   | 前谷地村                  | 1955年3月21日 新設合併 河南町 | 河南町                     | 2005年4月1日 新設合併 石巻市 | 石巻市 |
| 深谷村（一部）           | 1895年4月1日 分村 北村     | 北村                      | 1955年3月21日 新設合併 河南町 | 河南町                     | 2005年4月1日 新設合併 石巻市 | 石巻市 |
| 深谷村（一部）           | 1895年4月1日 分村 須江村   | 須江村                    | 1955年3月21日 新設合併 河南町 | 河南町                     | 2005年4月1日 新設合併 石巻市 | 石巻市 |
| 深谷村（一部）           | 1895年4月1日 分村 広淵村   | 広淵村                    | 1955年3月21日 新設合併 河南町 | 河南町                     | 2005年4月1日 新設合併 石巻市 | 石巻市 |
| 橋浦村                   | 橋浦村                     | 橋浦村                    | 1955年3月30日 新設合併 北上村 | 1962年4月1日 町制 北上町   | 2005年4月1日 新設合併 石巻市 | 石巻市 |
| 十三浜村                 | 十三浜村                   | 十三浜村                  | 1955年3月30日 新設合併 北上村 | 1962年4月1日 町制 北上町   | 2005年4月1日 新設合併 石巻市 | 石巻市 |

## 町村制施行時の町・字

### 牡鹿郡
町村制施行に伴い、現在の石巻市にあたる領域のうち牡鹿郡では石巻町、渡波町、蛇田村、稲井村、荻浜村、鮎川村、大原村が設置された。
| 新自治体 | 大字 |
| -------- | --- |
| 石巻町   | 石巻・門脇・湊 |
| 渡波町   | 大字根岸・大字佐須・大字祝田 |
| 蛇田村   | なし |
| 稲井村   | 南境・大瓜・高木・水沼・真野・沼津・沢田・流留・井内                                                                             |
| 荻浜村   | 大字荻浜・大字折浜・大字狐崎浜・大字小竹浜・大字小積浜・大字侍浜・大字竹浜・大字田代浜・大字牧浜・大字月浦・大字福貴浦・大字桃浦 |
| 鮎川村   | 大字鮎川浜・大字網地浜・大字十八成浜・大字長渡浜                                                                                 |
| 大原村   | 大字大原浜・大字給分浜・大字小網倉浜・大字清水田浜・大字泊浜・大字新山浜・大字谷川浜・大字寄磯浜・大字鮫浦                       |

### 桃生郡
町村制施行に伴い、現在の石巻市にあたる領域のうち桃生郡では鹿又村、深谷村、前谷地村、中津山村、桃生村、大谷地村、飯野川村、橋浦村、二俣村、大川村、十五浜村が設置された。
| 新自治体 | 大字 |
| -------- | --- |
| 鹿又村   | なし |
| 深谷村   | 広渕・赤井・須江・北村・大窪・塩入                                                                                     |
| 前谷地村 | 前谷地・和渕 |
| 中津山村 | 中津山・新田・高須賀・神取・寺崎                                                                                       |
| 桃生村   | 永井・牛田・倉埣・脇谷・樫崎・太田                                                                                     |
| 大谷地村 | 飯野・小船越 |
| 飯野川村 | 相野谷・皿貝・中島・中野・成田・馬鞍                                                                                   |
| 橋浦村   | 橋浦・長尾・女川 |
| 二股村   | 大字大森・大字三輪田・大字北境・大字東福田                                                                             |
| 大川村   | 福地・針岡・釜谷・長面・尾崎                                                                                           |
| 十五浜村 | 大字名振・大字船越・大字大須・大字熊沢・大字桑浜・大字立浜・大字大浜・大字小島・大字明神・大字雄勝・大字水浜・大字分浜 |

### 本吉郡
町村制施行に伴い、現在の石巻市にあたる領域のうち本吉郡では十三浜村が設置された。
| 新自治体 | 大字 |
| -------- | ---- |
| 十三浜村 | なし |

## 町制施行から市制施行まで
町村制施行当時、現在の石巻市域におおむね相当する地域には、牡鹿郡2町5村、桃生郡11村、本吉郡1村が存在していた。石巻町は石巻村・門脇村・湊村（井内・磯田地区を除く）が合併・町制施行して成立した町であったため、石巻・門脇・湊の三大字を編成した。

### 石巻町の市制施行と合併計画
大正から昭和初期にかけて、第13代石巻町長宇和野源三郎および第14代石巻町長石母田正輔は石巻町の市制施行を町政の抱負の一つとして掲げており、市制施行の人口要件をみたすために近隣町村（とくに渡波町・蛇田村・稲井村）との合併に意欲的であった。とくに石母田は内務省への相談や先進都市の視察調査、市制施行後の施設計画調査などを実施するなど合併に向けた具体的な活動をしており、町村合併に伴う市制施行は現実味を帯びていた。しかし、隣接町村との合併は、各町村の戸数割一戸あたりの課税負担額の格差が大きな障壁となり、実現せず、結局、石巻町は自力で市制施行の人口要件を満たし、1933年（昭和8年）4月1日に牡鹿郡石巻町が廃止され、その区域を以て石巻市が成立した。これにより、石巻町内の各字はそのまま石巻市の字となった。

### 石巻町以外の動向

#### 牡鹿郡
牡鹿郡参事会の裁定のもと、1900年（明治33年）11月15日、石巻町湊と稲井村井内の境界が確定された。これに伴い、以下の通り、字域の変更が行われた。
| 変更後   | 変更後       | 変更前   | 変更前               | 変更日                     |
| 新自治体 | 町・字       | 旧自治体 | 町・字               | 変更日                     |
| -------- | ------------ | -------- | -------------------- | -------------------------- |
| 稲井村   | 井内（一部） | 石巻町   | 湊字葛和田山（一部） | 1900年（明治33年）11月15日 |

#### 桃生郡
1896年（明治29年）に深谷村が6ヶ村に分立し、広淵村・赤井村・須江村・北村・大塩村が成立した。これに伴い、現在の石巻市に相当する地域に以下の通り、村々が成立した。
| 変更後   | 変更前   | 変更前 | 変更日             |
| 新自治体 | 旧自治体 | 町・字 | 変更日             |
| -------- | -------- | ------ | ------------------ |
| 広淵村   | 深谷村   | 広淵   | 1896年（明治29年） |
| 北村     | 深谷村   | 北村   | 1896年（明治29年） |
| 須江村   | 深谷村   | 須江   | 1896年（明治29年） |

## 戦後の市町村合併による町・字の変遷

### 大石巻建設構想と十万都市構想
1954年（昭和29年）1月、宮城県は桃生・牡鹿両郡内の市町村を一市十町村に合併する試案を作成、関係市町村への指導を開始した。試案では、石巻市は渡波町、蛇田村、稲井村と合併することが計画されていたが、一方で石巻市は同年2月、合併調整委員会の第一回協議会で渡波町、稲井村、蛇田村、鹿又村、須江村の五町村の合併を目標とする「人口十万都市建設案」を作成し、一挙にこれを実現するという意見に一致した。この計画案は先の大石巻建設構想よりか縮小したとはいえ、県の試案よりか大規模なものであった。
しかし、石巻市が周辺町村に合併を呼びかけて、それに応じたのは蛇田村、荻浜村および須江村のみで、他町村からは何ら反応がなく、結局、石巻市は県が諮問した蛇田村・渡波町との合併で意義なしと答申をした。これにより、石巻市の掲げた十万都市構想は挫折し、以降は蛇田村・荻浜村との合併の具体化、渡波町への合併の働きかけに移った。

### 蛇田村・荻浜村・渡波町との合併
まず、蛇田村との合併が行われた。先述の通り、戦前から石巻市の蛇田村との合併は何度か試みられたが、山下地区の有力層の強い反対にあって実現することはなかった。しかし、山下地区の発展と石巻市域の拡大により戦後は合併促進の機運が高まり、1949年（昭和24年）4月1日に蛇田村の一部が石巻市に編入され、以下の通り、字が設置された。
| 変更後   | 変更後     | 変更前   | 変更前                       | 変更日                   |
| 新自治体 | 町・字     | 旧自治体 | 町・字（特記なければ各全部） | 変更日                   |
| -------- | ---------- | -------- | ---------------------------- | ------------------------ |
| 石巻市   | 字明神山   | 蛇田村   | 字明神山                     | 1949年（昭和24年）4月1日 |
| 石巻市   | 字山下     | 蛇田村   | 字山下                       | 1949年（昭和24年）4月1日 |
| 石巻市   | 字山下西   | 蛇田村   | 字山下西                     | 1949年（昭和24年）4月1日 |
| 石巻市   | 字鍋倉     | 蛇田村   | 字鍋倉                       | 1949年（昭和24年）4月1日 |
| 石巻市   | 字鍋倉前   | 蛇田村   | 字鍋倉前                     | 1949年（昭和24年）4月1日 |
| 石巻市   | 字南谷地   | 蛇田村   | 字南谷地                     | 1949年（昭和24年）4月1日 |
| 石巻市   | 字七窪     | 蛇田村   | 字七窪                       | 1949年（昭和24年）4月1日 |
| 石巻市   | 字横堤     | 蛇田村   | 字横堤                       | 1949年（昭和24年）4月1日 |
| 石巻市   | 字横堤南   | 蛇田村   | 字横堤南                     | 1949年（昭和24年）4月1日 |
| 石巻市   | 字揚慮原   | 蛇田村   | 字揚慮原                     | 1949年（昭和24年）4月1日 |
| 石巻市   | 字揚慮原西 | 蛇田村   | 字揚慮原西                   | 1949年（昭和24年）4月1日 |
| 石巻市   | 字深淵     | 蛇田村   | 字深淵                       | 1949年（昭和24年）4月1日 |
| 石巻市   | 字境谷地   | 蛇田村   | 字境谷地                     | 1949年（昭和24年）4月1日 |
| 石巻市   | 字東境谷地 | 蛇田村   | 字東境谷地                   | 1949年（昭和24年）4月1日 |
| 石巻市   | 字清水尻   | 蛇田村   | 字清水尻                     | 1949年（昭和24年）4月1日 |
| 石巻市   | 字清水尻西 | 蛇田村   | 字清水尻西                   | 1949年（昭和24年）4月1日 |
| 石巻市   | 字西中里   | 蛇田村   | 字西中里                     | 1949年（昭和24年）4月1日 |
| 石巻市   | 字東中里   | 蛇田村   | 字東中里                     | 1949年（昭和24年）4月1日 |
| 石巻市   | 字面剣田   | 蛇田村   | 字面剣田                     | 1949年（昭和24年）4月1日 |
| 石巻市   | 字水押     | 蛇田村   | 字水押                       | 1949年（昭和24年）4月1日 |

1955年（昭和30年）1月1日に蛇田村は石巻市に編入合併された。これに伴い、石巻市には以下の通り、大字が設置された。
| 変更後   | 変更後       | 変更前   | 変更前 | 変更日                   |
| 新自治体 | 町・字       | 旧自治体 | 町・字 | 変更日                   |
| -------- | ------------ | -------- | ------ | ------------------------ |
| 石巻市   | 蛇田（新設） | 蛇田村   | 全域   | 1955年（昭和30年）1月1日 |

1955年（昭和30年）4月10日、荻浜村が石巻市に編入合併され、以下の通り、大字が設置された。
| 変更後   | 変更後     | 変更前   | 変更前                     | 変更日                    |
| 新自治体 | 大字       | 旧自治体 | 大字（特記なければ各全部） | 変更日                    |
| -------- | ---------- | -------- | -------------------------- | ------------------------- |
| 石巻市   | 大字荻浜   | 荻浜村   | 大字荻浜                   | 1955年（昭和30年）4月10日 |
| 石巻市   | 大字折浜   | 荻浜村   | 大字折浜                   | 1955年（昭和30年）4月10日 |
| 石巻市   | 大字狐崎浜 | 荻浜村   | 大字狐崎浜                 | 1955年（昭和30年）4月10日 |
| 石巻市   | 大字小竹浜 | 荻浜村   | 大字小竹浜                 | 1955年（昭和30年）4月10日 |
| 石巻市   | 大字小積浜 | 荻浜村   | 大字小積浜                 | 1955年（昭和30年）4月10日 |
| 石巻市   | 大字侍浜   | 荻浜村   | 大字侍浜                   | 1955年（昭和30年）4月10日 |
| 石巻市   | 大字竹浜   | 荻浜村   | 大字竹浜                   | 1955年（昭和30年）4月10日 |
| 石巻市   | 大字田代浜 | 荻浜村   | 大字田代浜                 | 1955年（昭和30年）4月10日 |
| 石巻市   | 大字牧浜   | 荻浜村   | 大字牧浜                   | 1955年（昭和30年）4月10日 |
| 石巻市   | 大字月浦   | 荻浜村   | 大字月浦                   | 1955年（昭和30年）4月10日 |
| 石巻市   | 大字福貴浦 | 荻浜村   | 大字福貴浦                 | 1955年（昭和30年）4月10日 |
| 石巻市   | 大字桃浦   | 荻浜村   | 大字桃浦                   | 1955年（昭和30年）4月10日 |

1959年（昭和34年）5月15日に渡波町が石巻市に編入合併され、以下の通り、大字が設置された。
| 変更後   | 変更後       | 変更前   | 変更前                     | 実施年月日                |
| 新自治体 | 大字         | 旧自治体 | 大字（特記なければ各全部） | 実施年月日                |
| -------- | ------------ | -------- | -------------------------- | ------------------------- |
| 稲井町   | 根岸         | 渡波町   | 大字根岸（一部）           | 1959年（昭和34年）5月15日 |
| 石巻市   | 渡波（新設） | 渡波町   | 大字根岸（大部分）         | 1959年（昭和34年）5月15日 |
| 石巻市   | 渡波（新設） | 渡波町   | 大字佐須                   | 1959年（昭和34年）5月15日 |
| 石巻市   | 渡波（新設） | 渡波町   | 大字祝田                   | 1959年（昭和34年）5月15日 |

### 石巻市以外の動向

#### 牡鹿郡
1955年（昭和30年）3月26日、鮎川町・大原村が合併し、牡鹿郡牡鹿町が成立。これに伴い、以下の通り、大字が設置された。
| 変更後   | 変更後       | 変更前   | 変更前                     | 実施年月日                |
| 新自治体 | 大字         | 旧自治体 | 大字（特記なければ各全部） | 実施年月日                |
| -------- | ------------ | -------- | -------------------------- | ------------------------- |
| 牡鹿町   | 大字鮎川浜   | 鮎川町   | 大字鮎川浜                 | 1955年（昭和30年）3月26日 |
| 牡鹿町   | 大字十八成浜 | 鮎川町   | 大字十八成浜               | 1955年（昭和30年）3月26日 |
| 牡鹿町   | 大字網地浜   | 鮎川町   | 大字網地浜                 | 1955年（昭和30年）3月26日 |
| 牡鹿町   | 大字長渡浜   | 鮎川町   | 大字長渡浜                 | 1955年（昭和30年）3月26日 |
| 牡鹿町   | 大字大原浜   | 大原村   | 大字大原浜                 | 1955年（昭和30年）3月26日 |
| 牡鹿町   | 大字給分浜   | 大原村   | 大字給分浜                 | 1955年（昭和30年）3月26日 |
| 牡鹿町   | 大字小網倉浜 | 大原村   | 大字小網倉浜               | 1955年（昭和30年）3月26日 |
| 牡鹿町   | 大字清水田浜 | 大原村   | 大字清水田浜               | 1955年（昭和30年）3月26日 |
| 牡鹿町   | 大字泊浜     | 大原村   | 大字泊浜                   | 1955年（昭和30年）3月26日 |
| 牡鹿町   | 大字新山浜   | 大原村   | 大字新山浜                 | 1955年（昭和30年）3月26日 |
| 牡鹿町   | 大字谷川浜   | 大原村   | 大字谷川浜                 | 1955年（昭和30年）3月26日 |
| 牡鹿町   | 大字寄磯浜   | 大原村   | 大字寄磯浜                 | 1955年（昭和30年）3月26日 |
| 牡鹿町   | 大字鮫浦     | 大原村   | 大字鮫浦                   | 1955年（昭和30年）3月26日 |

#### 桃生郡
1955年（昭和30年）3月21日、飯野川町・二俣村・大川村・大谷地村が合併し、桃生郡河北町が成立。これに伴い、以下の通り、大字が設置された。
| 変更後   | 変更後         | 変更前   | 変更前                     | 実施年月日                |
| 新自治体 | 大字           | 旧自治体 | 大字（特記なければ各全部） | 実施年月日                |
| -------- | -------------- | -------- | -------------------------- | ------------------------- |
| 河北町   | 相野谷（新設） | 飯野川町 | 相野谷                     | 1955年（昭和30年）3月21日 |
| 河北町   | 皿貝           | 飯野川町 | 皿貝                       | 1955年（昭和30年）3月21日 |
| 河北町   | 中島           | 飯野川町 | 中島                       | 1955年（昭和30年）3月21日 |
| 河北町   | 中野           | 飯野川町 | 中野                       | 1955年（昭和30年）3月21日 |
| 河北町   | 成田           | 飯野川町 | 成田                       | 1955年（昭和30年）3月21日 |
| 河北町   | 馬鞍           | 飯野川町 | 馬鞍                       | 1955年（昭和30年）3月21日 |
| 河北町   | 大字大森       | 二俣村   | 大字大森                   | 1955年（昭和30年）3月21日 |
| 河北町   | 大字三輪田     | 二俣村   | 大字三輪田                 | 1955年（昭和30年）3月21日 |
| 河北町   | 大字北境       | 二俣村   | 大字北境                   | 1955年（昭和30年）3月21日 |
| 河北町   | 大字東福田     | 二俣村   | 大字東福田                 | 1955年（昭和30年）3月21日 |
| 河北町   | 福地           | 大川村   | 福地                       | 1955年（昭和30年）3月21日 |
| 河北町   | 針岡           | 大川村   | 針岡                       | 1955年（昭和30年）3月21日 |
| 河北町   | 釜谷           | 大川村   | 釜谷                       | 1955年（昭和30年）3月21日 |
| 河北町   | 長面           | 大川村   | 長面                       | 1955年（昭和30年）3月21日 |
| 河北町   | 尾崎           | 大川村   | 尾崎                       | 1955年（昭和30年）3月21日 |
| 河北町   | 飯野           | 大谷地村 | 飯野                       | 1955年（昭和30年）3月21日 |
| 河北町   | 小船越         | 大谷地村 | 小船越                     | 1955年（昭和30年）3月21日 |

1955年（昭和30年）3月21日、中津山村・桃生村が合併し、桃生郡桃生町が成立。これに伴い、以下の通り、大字が設置された 。
| 変更後   | 変更後         | 変更前   | 変更前 | 変更前         | 実施年月日                |
| 新自治体 | 町・字         | 旧自治体 | 町・字 | 町・字         | 実施年月日                |
| 新自治体 | 町・字         | 旧自治体 | 大字   | 小字           | 実施年月日                |
| -------- | -------------- | -------- | ------ | -------------- | ------------------------- |
| 桃生町   | 中津山         | 中津山村 | 中津山 | 一部           | 1955年（昭和30年）3月21日 |
| 桃生町   | 城内（新設）   | 中津山村 | 中津山 | 一部           | 1955年（昭和30年）3月21日 |
| 桃生町   | 給人町（新設） | 中津山村 | 中津山 | 字新田（一部） | 1955年（昭和30年）3月21日 |
| 桃生町   | 神取           | 中津山村 | 神取   | 全域           | 1955年（昭和30年）3月21日 |
| 桃生町   | 新田           | 中津山村 | 新田   | 全域           | 1955年（昭和30年）3月21日 |
| 桃生町   | 高須賀         | 中津山村 | 高須賀 | 全域           | 1955年（昭和30年）3月21日 |
| 桃生町   | 寺崎           | 中津山村 | 寺崎   | 全域           | 1955年（昭和30年）3月21日 |
| 桃生町   | 永井           | 桃生村   | 永井   | 全域           | 1955年（昭和30年）3月21日 |
| 桃生町   | 牛田           | 桃生村   | 牛田   | 全域           | 1955年（昭和30年）3月21日 |
| 桃生町   | 倉埣           | 桃生村   | 倉埣   | 全域           | 1955年（昭和30年）3月21日 |
| 桃生町   | 脇谷           | 桃生村   | 脇谷   | 全域           | 1955年（昭和30年）3月21日 |
| 桃生町   | 樫崎           | 桃生村   | 樫崎   | 全域           | 1955年（昭和30年）3月21日 |
| 桃生町   | 太田           | 桃生村   | 太田   | 全域           | 1955年（昭和30年）3月21日 |

1955年（昭和30年）3月21日、広淵村・北村・須江村・前谷地村・鹿又村が合併し、桃生郡河南町が成立。これに伴い、以下の通り、大字が設置された。
| 変更後   | 変更後       | 変更前   | 変更前         | 実施年月日         |
| 新自治体 | 町・字       | 旧自治体 | 町・字         | 実施年月日         |
| -------- | ------------ | -------- | -------------- | ------------------ |
| 河南町   | 前谷地       | 前谷地村 | 前谷地（全部） | 1955年（昭和30年） |
| 河南町   | 和渕         | 前谷地村 | 和渕（全部）   | 1955年（昭和30年） |
| 河南町   | 広渕（新設） | 広淵村   | 全域           | 1955年（昭和30年） |
| 河南町   | 須江（新設） | 須江村   | 全域           | 1955年（昭和30年） |
| 河南町   | 北村（新設） | 北村     | 全域           | 1955年（昭和30年） |
| 河南町   | 鹿又（新設） | 鹿又村   | 全域           | 1955年（昭和30年） |

1955年（昭和30年）4月1日、橋浦村・本吉郡十三浜村が合併し、桃生郡北上村が成立。これに伴い、以下の通り、大字が設置された。
| 変更後   | 変更後         | 変更前   | 変更前                       | 実施年月日         |
| 新自治体 | 町・字         | 旧自治体 | 町・字（特記なければ各全部） | 実施年月日         |
| -------- | -------------- | -------- | ---------------------------- | ------------------ |
| 北上村   | 橋浦           | 橋浦村   | 橋浦                         | 1955年（昭和30年） |
| 北上村   | 長尾           | 橋浦村   | 長尾                         | 1955年（昭和30年） |
| 北上村   | 女川           | 橋浦村   | 女川                         | 1955年（昭和30年） |
| 北上村   | 十三浜（新設） | 十三浜村 | 全域                         | 1955年（昭和30年） |

## 戦後から平成の大合併までの住所変更

### 1952年の南郷村・北村境界変更
1952年（昭和27年）10月31日に北村と遠田郡南郷村の間で境界変更を実施することが告示され、同年11月1日に以下の通り、境界変更が実施された。
| 変更後   | 変更後 | 変更前   | 変更前                       | 変更前                       | 変更日                    |
| 新自治体 | 町・字 | 旧自治体 | 町・字（特記なければ各一部） | 町・字（特記なければ各一部） | 変更日                    |
| 新自治体 | 町・字 | 旧自治体 | 大字                         | 小字                         | 変更日                    |
| -------- | ------ | -------- | ---------------------------- | ---------------------------- | ------------------------- |
| 北村     | 一部   | 南郷村   | 大字練牛                     | 字植尻                       | 1952年（昭和27年）11月1日 |
| 北村     | 一部   | 南郷村   | 大字練牛                     | 字樋場                       | 1952年（昭和27年）11月1日 |
| 北村     | 一部   | 南郷村   | 大字練牛                     | 字地蔵車                     | 1952年（昭和27年）11月1日 |
| 北村     | 一部   | 南郷村   | 大字木間塚                   | 字柿ノ下                     | 1952年（昭和27年）11月1日 |
| 南郷村   | 一部   | 北村     | なし                         | 字大沢堤下                   | 1952年（昭和27年）11月1日 |

### 1953年の鹿又村・蛇田村境界変更
1953年（昭和28年）4月6日に鹿又村と蛇田村の間で境界変更を実施することが告示され、同日に以下の通り、境界変更が実施された。
| 変更後   | 変更後 | 変更前   | 変更前                       | 変更日                   |
| 新自治体 | 町・字 | 旧自治体 | 町・字（特記なければ各全部） | 変更日                   |
| -------- | ------ | -------- | ---------------------------- | ------------------------ |
| 蛇田村   | 一部   | 鹿又村   | 字北向                       | 1953年（昭和28年）4月6日 |
| 鹿又村   | 一部   | 蛇田村   | 字新堤                       | 1953年（昭和28年）4月6日 |

### 1957年の桃生町・河南町の境界変更
1957年（昭和32年）3月31日に桃生町と河南町の間で境界変更を実施することが告示され、同年4月1日に以下の通り、境界変更が実施された。
| 変更後   | 変更後 | 変更後   | 変更前   | 変更前                       | 変更前                       | 変更日                   |
| 新自治体 | 町・字 | 町・字   | 旧自治体 | 町・字（特記なければ各全部） | 町・字（特記なければ各全部） | 変更日                   |
| 新自治体 | 大字   | 小字     | 旧自治体 | 大字                         | 小字                         | 変更日                   |
| -------- | ------ | -------- | -------- | ---------------------------- | ---------------------------- | ------------------------ |
| 河南町   | 鹿又   | 字小金袋 | 桃生町   | 高須賀                       | 字小金袋                     | 1957年（昭和32年）4月1日 |
| 桃生町   | 高須賀 | 字荻臥   | 河南町   | 鹿又                         | 字荻臥                       | 1957年（昭和32年）4月1日 |

### 1959年の稲井村の字名変更
1959年（昭和34年）1月20日に牡鹿郡稲井村で以下の通り、字名の変更が実施された。
| 変更後                       | 変更後                       | 変更前                       | 変更前                       | 変更日                    |
| 町・字（特記なければ各一部） | 町・字（特記なければ各一部） | 町・字（特記なければ各一部） | 町・字（特記なければ各一部） | 変更日                    |
| 大字                         | 小字                         | 大字                         | 小字                         | 変更日                    |
| ---------------------------- | ---------------------------- | ---------------------------- | ---------------------------- | ------------------------- |
| 流留                         | 字内田                       | 流留                         | 字赤坂                       | 1959年（昭和34年）1月20日 |
| 流留                         | 字内田                       | 流留                         | 字赤坂前                     | 1959年（昭和34年）1月20日 |
| 流留                         | 字内田                       | 流留                         | 字新田                       | 1959年（昭和34年）1月20日 |
| 流留                         | 字一番囲                     | 流留                         | 字上待                       | 1959年（昭和34年）1月20日 |
| 流留                         | 字一番囲                     | 流留                         | 字大石下                     | 1959年（昭和34年）1月20日 |
| 流留                         | 字一番囲                     | 流留                         | 字蟹田                       | 1959年（昭和34年）1月20日 |
| 流留                         | 字一番囲                     | 流留                         | 字榎田                       | 1959年（昭和34年）1月20日 |
| 流留                         | 字一番囲                     | 流留                         | 字江川                       | 1959年（昭和34年）1月20日 |
| 流留                         | 字一番囲                     | 流留                         | 字浜田中樋                   | 1959年（昭和34年）1月20日 |
| 流留                         | 字二番囲                     | 流留                         | 字上待                       | 1959年（昭和34年）1月20日 |
| 流留                         | 字二番囲                     | 流留                         | 字垂水                       | 1959年（昭和34年）1月20日 |
| 流留                         | 字二番囲                     | 流留                         | 字新待                       | 1959年（昭和34年）1月20日 |
| 流留                         | 字二番囲                     | 流留                         | 字大石下                     | 1959年（昭和34年）1月20日 |
| 流留                         | 字二番囲                     | 流留                         | 字榎田                       | 1959年（昭和34年）1月20日 |
| 流留                         | 字二番囲                     | 流留                         | 字江川                       | 1959年（昭和34年）1月20日 |
| 流留                         | 字二番囲                     | 流留                         | 字浜田中樋                   | 1959年（昭和34年）1月20日 |
| 流留                         | 字三番囲                     | 流留                         | 字垂水                       | 1959年（昭和34年）1月20日 |
| 流留                         | 字三番囲                     | 流留                         | 字新待                       | 1959年（昭和34年）1月20日 |
| 流留                         | 字三番囲                     | 流留                         | 字榎田                       | 1959年（昭和34年）1月20日 |
| 流留                         | 字三番囲                     | 流留                         | 字江川                       | 1959年（昭和34年）1月20日 |
| 流留                         | 字三番囲                     | 流留                         | 字浜田中樋                   | 1959年（昭和34年）1月20日 |
| 流留                         | 字三番囲                     | 流留                         | 字堤下                       | 1959年（昭和34年）1月20日 |
| 流留                         | 字新堤下                     | 流留                         | 字垂水                       | 1959年（昭和34年）1月20日 |
| 流留                         | 字新堤下                     | 流留                         | 字今新田                     | 1959年（昭和34年）1月20日 |

### 1965年の石巻市の住居表示実施
1965年（昭和40年）4月1日に石巻地区における住居表示実施に伴い、以下の通り、町の新設および町域の変更が実施された。 
| 変更後                | 変更前                       | 変更前                       | 変更日                   |
| 町丁                  | 町・字（特記なければ各一部） | 町・字（特記なければ各一部） | 変更日                   |
| 町丁                  | 大字                         | 小字                         | 変更日                   |
| --------------------- | ---------------------------- | ---------------------------- | ------------------------ |
| 不動町一丁目（新設）  | 湊                           | 字二番川前（全部）           | 1965年（昭和40年）4月1日 |
| 不動町一丁目（新設）  | 湊                           | 字不動沢                     | 1965年（昭和40年）4月1日 |
| 不動町二丁目（新設）  | 湊                           | 字一番川前（全部）           | 1965年（昭和40年）4月1日 |
| 不動町二丁目（新設）  | 湊                           | 字不動沢                     | 1965年（昭和40年）4月1日 |
| 八幡町一丁目（新設）  | 湊                           | 字箱崎山（全部）             | 1965年（昭和40年）4月1日 |
| 八幡町一丁目（新設）  | 湊                           | 字田町                       | 1965年（昭和40年）4月1日 |
| 八幡町一丁目（新設）  | 湊                           | 字本町                       | 1965年（昭和40年）4月1日 |
| 八幡町一丁目（新設）  | 湊                           | 字町裏                       | 1965年（昭和40年）4月1日 |
| 八幡町二丁目（新設）  | 湊                           | 字北目町（全部）             | 1965年（昭和40年）4月1日 |
| 八幡町二丁目（新設）  | 湊                           | 字田町                       | 1965年（昭和40年）4月1日 |
| 八幡町二丁目（新設）  | 湊                           | 字館山                       | 1965年（昭和40年）4月1日 |
| 八幡町二丁目（新設）  | 湊                           | 字不動沢                     | 1965年（昭和40年）4月1日 |
| 八幡町二丁目（新設）  | 湊                           | 字鳥井崎                     | 1965年（昭和40年）4月1日 |
| 湊町一丁目（新設）    | 湊                           | 字本町                       | 1965年（昭和40年）4月1日 |
| 湊町一丁目（新設）    | 湊                           | 字町裏                       | 1965年（昭和40年）4月1日 |
| 湊町一丁目（新設）    | 湊                           | 字南町                       | 1965年（昭和40年）4月1日 |
| 湊町二丁目（新設）    | 湊                           | 字荒町                       | 1965年（昭和40年）4月1日 |
| 湊町二丁目（新設）    | 湊                           | 字南町                       | 1965年（昭和40年）4月1日 |
| 湊町二丁目（新設）    | 湊                           | 字吉野                       | 1965年（昭和40年）4月1日 |
| 湊町二丁目（新設）    | 湊                           | 字新町                       | 1965年（昭和40年）4月1日 |
| 湊町三丁目（新設）    | 湊                           | 字石山前（全部）             | 1965年（昭和40年）4月1日 |
| 湊町三丁目（新設）    | 湊                           | 字一皇子前                   | 1965年（昭和40年）4月1日 |
| 湊町三丁目（新設）    | 湊                           | 字東町                       | 1965年（昭和40年）4月1日 |
| 湊町三丁目（新設）    | 湊                           | 字砂山                       | 1965年（昭和40年）4月1日 |
| 湊町三丁目（新設）    | 湊                           | 字新町                       | 1965年（昭和40年）4月1日 |
| 湊町四丁目（新設）    | 湊                           | 字一皇子前                   | 1965年（昭和40年）4月1日 |
| 湊町四丁目（新設）    | 湊                           | 字砂山                       | 1965年（昭和40年）4月1日 |
| 湊町四丁目（新設）    | 湊                           | 字一番沖原                   | 1965年（昭和40年）4月1日 |
| 湊町四丁目（新設）    | 湊                           | 字二番沖原                   | 1965年（昭和40年）4月1日 |
| 湊町四丁目（新設）    | 湊                           | 字東町                       | 1965年（昭和40年）4月1日 |
| 吉野町一丁目（新設）  | 湊                           | 字町裏                       | 1965年（昭和40年）4月1日 |
| 吉野町一丁目（新設）  | 湊                           | 字南町                       | 1965年（昭和40年）4月1日 |
| 吉野町一丁目（新設）  | 湊                           | 字吉野                       | 1965年（昭和40年）4月1日 |
| 吉野町二丁目（新設）  | 湊                           | 字御所入                     | 1965年（昭和40年）4月1日 |
| 吉野町二丁目（新設）  | 湊                           | 字一皇子前                   | 1965年（昭和40年）4月1日 |
| 吉野町三丁目（新設）  | 湊                           | 字御所入                     | 1965年（昭和40年）4月1日 |
| 吉野町三丁目（新設）  | 湊                           | 字一皇子前                   | 1965年（昭和40年）4月1日 |
| 川口町一丁目（新設）  | 湊                           | 字南町                       | 1965年（昭和40年）4月1日 |
| 川口町一丁目（新設）  | 湊                           | 字御所裏                     | 1965年（昭和40年）4月1日 |
| 川口町一丁目（新設）  | 湊                           | 字荒町                       | 1965年（昭和40年）4月1日 |
| 川口町二丁目（新設）  | 湊                           | 字御所裏                     | 1965年（昭和40年）4月1日 |
| 川口町二丁目（新設）  | 湊                           | 字砂山                       | 1965年（昭和40年）4月1日 |
| 川口町二丁目（新設）  | 湊                           | 字新町                       | 1965年（昭和40年）4月1日 |
| 川口町三丁目（新設）  | 湊                           | 字御所裏                     | 1965年（昭和40年）4月1日 |
| 川口町三丁目（新設）  | 湊                           | 字一番明神前                 | 1965年（昭和40年）4月1日 |
| 大門町一丁目 （新設） | 湊                           | 字砂山                       | 1965年（昭和40年）4月1日 |
| 大門町一丁目 （新設） | 湊                           | 字一番沖原                   | 1965年（昭和40年）4月1日 |
| 大門町二丁目 （新設） | 湊                           | 字二番沖原                   | 1965年（昭和40年）4月1日 |
| 大門町二丁目 （新設） | 湊                           | 字三軒茶屋前                 | 1965年（昭和40年）4月1日 |
| 大門町三丁目（新設）  | 湊                           | 字三軒茶屋前                 | 1965年（昭和40年）4月1日 |
| 大門町三丁目（新設）  | 湊                           | 字吹上                       | 1965年（昭和40年）4月1日 |
| 大門町三丁目（新設）  | 湊                           | 字大門崎                     | 1965年（昭和40年）4月1日 |
| 大門町四丁目（新設）  | 湊                           | 字三軒茶屋前                 | 1965年（昭和40年）4月1日 |
| 大門町四丁目（新設）  | 湊                           | 字吹上                       | 1965年（昭和40年）4月1日 |
| 大門町四丁目（新設）  | 湊                           | 字大門崎                     | 1965年（昭和40年）4月1日 |
| 明神町一丁目（新設）  | 湊                           | 字一番沖原                   | 1965年（昭和40年）4月1日 |
| 明神町一丁目（新設）  | 湊                           | 字一番明神前                 | 1965年（昭和40年）4月1日 |
| 明神町一丁目（新設）  | 湊                           | 字二番明神前                 | 1965年（昭和40年）4月1日 |
| 明神町二丁目（新設）  | 湊                           | 字大門崎                     | 1965年（昭和40年）4月1日 |
| 明神町二丁目（新設）  | 湊                           | 字七加古江                   | 1965年（昭和40年）4月1日 |
| 明神町二丁目（新設）  | 湊                           | 字二番明神前                 | 1965年（昭和40年）4月1日 |

### 1966年の石巻市の住居表示実施
1966年（昭和41年）5月1日に石巻地区における住居表示実施に伴い、以下の通り、町の新設および町域の変更が実施された。
| 変更後                 | 変更前                       | 変更前                       | 変更日                   |
| 町丁                   | 町・字（特記なければ各一部） | 町・字（特記なければ各一部） | 変更日                   |
| 町丁                   | 大字                         | 小字                         | 変更日                   |
| ---------------------- | ---------------------------- | ---------------------------- | ------------------------ |
| 住吉町一丁目（新設）   | 石巻                         | 字住吉町                     | 1966年（昭和41年）5月1日 |
| 住吉町一丁目（新設）   | 石巻                         | 字横町                       | 1966年（昭和41年）5月1日 |
| 住吉町二丁目（新設）   | 石巻                         | 字元倉                       | 1966年（昭和41年）5月1日 |
| 住吉町二丁目（新設）   | 石巻                         | 字内谷地                     | 1966年（昭和41年）5月1日 |
| 住吉町二丁目（新設）   | 石巻                         | 字新内谷地                   | 1966年（昭和41年）5月1日 |
| 住吉町二丁目（新設）   | 石巻                         | 字住吉町                     | 1966年（昭和41年）5月1日 |
| 旭町（新設）           | 石巻                         | 字蛇田浦内                   | 1966年（昭和41年）5月1日 |
| 旭町（新設）           | 石巻                         | 字旭町                       | 1966年（昭和41年）5月1日 |
| 千石町（新設）         | 石巻                         | 字新田町                     | 1966年（昭和41年）5月1日 |
| 千石町（新設）         | 石巻                         | 字横町                       | 1966年（昭和41年）5月1日 |
| 鋳銭場（新設）         | 石巻                         | 字鋳銭場                     | 1966年（昭和41年）5月1日 |
| 穀町（新設）           | 石巻                         | 字赤土山下                   | 1966年（昭和41年）5月1日 |
| 穀町（新設）           | 石巻                         | 字立町                       | 1966年（昭和41年）5月1日 |
| 穀町（新設）           | 石巻                         | 字鋳銭場                     | 1966年（昭和41年）5月1日 |
| 穀町（新設）           | 石巻                         | 字北鰐山                     | 1966年（昭和41年）5月1日 |
| 穀町（新設）           | なし                         | 字明神山                     | 1966年（昭和41年）5月1日 |
| 立町一丁目（新設）     | 石巻                         | 字立町                       | 1966年（昭和41年）5月1日 |
| 立町一丁目（新設）     | 石巻                         | 字北鰐山                     | 1966年（昭和41年）5月1日 |
| 立町一丁目（新設）     | 石巻                         | 字八ツ沢                     | 1966年（昭和41年）5月1日 |
| 立町二丁目（新設）     | 石巻                         | 字立町                       | 1966年（昭和41年）5月1日 |
| 立町二丁目（新設）     | 石巻                         | 字鋳銭場                     | 1966年（昭和41年）5月1日 |
| 立町二丁目（新設）     | 石巻                         | 字裏町                       | 1966年（昭和41年）5月1日 |
| 羽黒町一丁目（新設）   | 石巻                         | 字立町                       | 1966年（昭和41年）5月1日 |
| 羽黒町一丁目（新設）   | 石巻                         | 字北鰐山                     | 1966年（昭和41年）5月1日 |
| 羽黒町一丁目（新設）   | 石巻                         | 字八ツ沢                     | 1966年（昭和41年）5月1日 |
| 羽黒町二丁目（新設）   | 石巻                         | 字北鰐山                     | 1966年（昭和41年）5月1日 |
| 羽黒町二丁目（新設）   | なし                         | 字明神山                     | 1966年（昭和41年）5月1日 |
| 中央一丁目（新設）     | 石巻                         | 字本町                       | 1966年（昭和41年）5月1日 |
| 中央一丁目（新設）     | 石巻                         | 字八ツ沢                     | 1966年（昭和41年）5月1日 |
| 中央一丁目（新設）     | 石巻                         | 字裏町                       | 1966年（昭和41年）5月1日 |
| 中央二丁目（新設）     | 石巻                         | 字仲町                       | 1966年（昭和41年）5月1日 |
| 中央二丁目（新設）     | 石巻                         | 字裏町                       | 1966年（昭和41年）5月1日 |
| 中央三丁目（新設）     | 石巻                         | 字仲町                       | 1966年（昭和41年）5月1日 |
| 中央三丁目（新設）     | 石巻                         | 字裏町                       | 1966年（昭和41年）5月1日 |
| 中央三丁目（新設）     | 石巻                         | 字新田町                     | 1966年（昭和41年）5月1日 |
| 中央三丁目（新設）     | 石巻                         | 字横町                       | 1966年（昭和41年）5月1日 |
| 泉町一丁目（新設）     | 石巻                         | 字南鰐山                     | 1966年（昭和41年）5月1日 |
| 泉町一丁目（新設）     | 石巻                         | 字八ツ沢                     | 1966年（昭和41年）5月1日 |
| 泉町一丁目（新設）     | 門脇                         | 字村境                       | 1966年（昭和41年）5月1日 |
| 泉町二丁目（新設）     | 石巻                         | 字南鰐山                     | 1966年（昭和41年）5月1日 |
| 泉町二丁目（新設）     | 石巻                         | 字八ツ沢                     | 1966年（昭和41年）5月1日 |
| 泉町三丁目（新設）     | 石巻                         | 字南鰐山                     | 1966年（昭和41年）5月1日 |
| 泉町三丁目（新設）     | 門脇                         | 字東上野町                   | 1966年（昭和41年）5月1日 |
| 泉町四丁目（新設）     | 石巻                         | 字南鰐山                     | 1966年（昭和41年）5月1日 |
| 泉町四丁目（新設）     | 門脇                         | 字西村境                     | 1966年（昭和41年）5月1日 |
| 日和が丘一丁目（新設） | 門脇                         | 字日和山東                   | 1966年（昭和41年）5月1日 |
| 日和が丘一丁目（新設） | 門脇                         | 字日和山中                   | 1966年（昭和41年）5月1日 |
| 日和が丘一丁目（新設） | 門脇                         | 字海門寺前                   | 1966年（昭和41年）5月1日 |
| 日和が丘一丁目（新設） | 門脇                         | 字村境                       | 1966年（昭和41年）5月1日 |
| 日和が丘二丁目（新設） | 門脇                         | 字日和山東                   | 1966年（昭和41年）5月1日 |
| 日和が丘二丁目（新設） | 門脇                         | 字日和山中                   | 1966年（昭和41年）5月1日 |
| 日和が丘三丁目（新設） | 門脇                         | 字日和山中                   | 1966年（昭和41年）5月1日 |
| 日和が丘三丁目（新設） | 門脇                         | 字山                         | 1966年（昭和41年）5月1日 |
| 日和が丘四丁目（新設） | 門脇                         | 字日和山中                   | 1966年（昭和41年）5月1日 |
| 日和が丘四丁目（新設） | 門脇                         | 字山                         | 1966年（昭和41年）5月1日 |
| 大手町（新設）         | 門脇                         | 字西村境                     | 1966年（昭和41年）5月1日 |
| 大手町（新設）         | 門脇                         | 字山                         | 1966年（昭和41年）5月1日 |
| 大手町（新設）         | 門脇                         | 字中山                       | 1966年（昭和41年）5月1日 |
| 南光町一丁目（新設）   | 門脇                         | 字日和山西（全部）           | 1966年（昭和41年）5月1日 |
| 南光町一丁目（新設）   | 門脇                         | 字山                         | 1966年（昭和41年）5月1日 |
| 南光町一丁目（新設）   | 門脇                         | 字中山                       | 1966年（昭和41年）5月1日 |
| 南光町一丁目（新設）   | 門脇                         | 字西村境                     | 1966年（昭和41年）5月1日 |
| 宜山町（新設）         | 門脇                         | 字西村境                     | 1966年（昭和41年）5月1日 |
| 門脇町一丁目（新設）   | 門脇                         | 字門脇町（全部）             | 1966年（昭和41年）5月1日 |
| 門脇町一丁目（新設）   | 門脇                         | 字海門寺前                   | 1966年（昭和41年）5月1日 |
| 門脇町一丁目（新設）   | 石巻                         | 字本町                       | 1966年（昭和41年）5月1日 |
| 門脇町二丁目（新設）   | 門脇                         | 字九軒町（全部）             | 1966年（昭和41年）5月1日 |
| 門脇町二丁目（新設）   | 門脇                         | 字海門寺                     | 1966年（昭和41年）5月1日 |
| 門脇町二丁目（新設）   | 門脇                         | 字後町                       | 1966年（昭和41年）5月1日 |
| 門脇町三丁目（新設）   | 門脇                         | 字浜横町（全部）             | 1966年（昭和41年）5月1日 |
| 門脇町三丁目（新設）   | 門脇                         | 字後町                       | 1966年（昭和41年）5月1日 |
| 門脇町四丁目（新設）   | 門脇                         | 字山岸（全部）               | 1966年（昭和41年）5月1日 |
| 門脇町四丁目（新設）   | 門脇                         | 字中道下                     | 1966年（昭和41年）5月1日 |
| 門脇町五丁目（新設）   | 門脇                         | 字中道上（全部）             | 1966年（昭和41年）5月1日 |
| 門脇町五丁目（新設）   | 門脇                         | 字西山岸（全部）             | 1966年（昭和41年）5月1日 |
| 門脇町五丁目（新設）   | 門脇                         | 字善海田                     | 1966年（昭和41年）5月1日 |
| 門脇町五丁目（新設）   | 門脇                         | 字中道下                     | 1966年（昭和41年）5月1日 |
| 南浜町一丁目（新設）   | 門脇                         | 字善海田                     | 1966年（昭和41年）5月1日 |
| 南浜町一丁目（新設）   | 門脇                         | 字善海田土手東               | 1966年（昭和41年）5月1日 |
| 南浜町二丁目（新設）   | 門脇                         | 字後谷地（全部）             | 1966年（昭和41年）5月1日 |
| 南浜町二丁目（新設）   | 門脇                         | 字善海田                     | 1966年（昭和41年）5月1日 |
| 南浜町二丁目（新設）   | 門脇                         | 字善海田土手東               | 1966年（昭和41年）5月1日 |
| 南浜町二丁目（新設）   | 門脇                         | 字善海田土手西               | 1966年（昭和41年）5月1日 |
| 南浜町二丁目（新設）   | 門脇                         | 字原田                       | 1966年（昭和41年）5月1日 |
| 南浜町三丁目（新設）   | 門脇                         | 字善海田                     | 1966年（昭和41年）5月1日 |
| 南浜町三丁目（新設）   | 門脇                         | 字善海田土手西               | 1966年（昭和41年）5月1日 |
| 南浜町三丁目（新設）   | 門脇                         | 字原田                       | 1966年（昭和41年）5月1日 |
| 南浜町四丁目（新設）   | 門脇                         | 字善海田                     | 1966年（昭和41年）5月1日 |
| 南浜町四丁目（新設）   | 門脇                         | 字浜                         | 1966年（昭和41年）5月1日 |
| 中瀬（新設）           | 石巻                         | 字中瀬（全部）               | 1966年（昭和41年）5月1日 |

### 1967年の石巻市の住居表示実施
1967年（昭和42年）4月1日に石巻地区における住居表示実施に伴い、以下の通り、町の新設および町域の変更が実施された 。
| 変更後               | 変更前                       | 変更前                       | 変更日                   |
| 町丁                 | 町・字（特記なければ各一部） | 町・字（特記なければ各一部） | 変更日                   |
| 町丁                 | 大字                         | 小字                         | 変更日                   |
| -------------------- | ---------------------------- | ---------------------------- | ------------------------ |
| 伊勢町（新設）       | 渡波                         | 字上伊勢谷地                 | 1967年（昭和42年）4月1日 |
| 伊勢町（新設）       | 渡波                         | 字下伊勢谷地の壱             | 1967年（昭和42年）4月1日 |
| 大宮町（新設）       | 渡波                         | 字大宮町（全部）             | 1967年（昭和42年）4月1日 |
| 大宮町（新設）       | 渡波                         | 字七軒町（全部）             | 1967年（昭和42年）4月1日 |
| 大宮町（新設）       | 渡波                         | 字浜曽根の弐                 | 1967年（昭和42年）4月1日 |
| 大宮町（新設）       | 渡波                         | 字伊勢谷地                   | 1967年（昭和42年）4月1日 |
| 大宮町（新設）       | 渡波                         | 字裏町                       | 1967年（昭和42年）4月1日 |
| 後生橋（新設）       | 渡波                         | 字駅前                       | 1967年（昭和42年）4月1日 |
| 後生橋（新設）       | 渡波                         | 字念仏壇                     | 1967年（昭和42年）4月1日 |
| 後生橋（新設）       | 渡波                         | 字後生橋                     | 1967年（昭和42年）4月1日 |
| 幸町（新設）         | 渡波                         | 字長浜                       | 1967年（昭和42年）4月1日 |
| 幸町（新設）         | 渡波                         | 字南町（全部）               | 1967年（昭和42年）4月1日 |
| 幸町（新設）         | 渡波                         | 字中町                       | 1967年（昭和42年）4月1日 |
| 幸町（新設）         | 渡波                         | 字肴町                       | 1967年（昭和42年）4月1日 |
| 幸町（新設）         | 渡波                         | 字裏町                       | 1967年（昭和42年）4月1日 |
| 塩富町一丁目（新設） | 渡波                         | 字前参勺（全部）             | 1967年（昭和42年）4月1日 |
| 塩富町二丁目（新設） | 渡波                         | 字石田釜（全部）             | 1967年（昭和42年）4月1日 |
| 塩富町二丁目（新設） | 渡波                         | 字岸釜（全部）               | 1967年（昭和42年）4月1日 |
| 塩富町二丁目（新設） | 渡波                         | 字明神釜（全部）             | 1967年（昭和42年）4月1日 |
| 宇田川町（編入）     | 渡波                         | 字後生橋                     | 1967年（昭和42年）4月1日 |
| 万石町（新設）       | 渡波                         | 字入舟町（全部）             | 1967年（昭和42年）4月1日 |
| 万石町（新設）       | 渡波                         | 字新田町（全部）             | 1967年（昭和42年）4月1日 |
| 万石町（新設）       | 渡波                         | 字新町（全部）               | 1967年（昭和42年）4月1日 |
| 万石町（新設）       | 渡波                         | 字後生橋                     | 1967年（昭和42年）4月1日 |
| 万石町（新設）       | 渡波                         | 字本町                       | 1967年（昭和42年）4月1日 |
| 三和町（新設）       | 渡波                         | 字六軒町（全部）             | 1967年（昭和42年）4月1日 |
| 三和町（新設）       | 渡波                         | 字念仏壇                     | 1967年（昭和42年）4月1日 |
| 三和町（新設）       | 渡波                         | 字駅前                       | 1967年（昭和42年）4月1日 |
| 渡波町一丁目（新設） | 渡波                         | 字念仏壇                     | 1967年（昭和42年）4月1日 |
| 渡波町一丁目（新設） | 渡波                         | 字駅前                       | 1967年（昭和42年）4月1日 |
| 渡波町一丁目（新設） | 渡波                         | 字下榎壇                     | 1967年（昭和42年）4月1日 |
| 渡波町一丁目（新設） | 渡波                         | 字下伊勢谷地                 | 1967年（昭和42年）4月1日 |
| 渡波町一丁目（新設） | 渡波                         | 字下伊勢谷地の壱             | 1967年（昭和42年）4月1日 |
| 渡波町一丁目（新設） | 渡波                         | 字南伊勢谷地                 | 1967年（昭和42年）4月1日 |
| 渡波町二丁目（新設） | 渡波                         | 字念仏壇の壱（全部）         | 1967年（昭和42年）4月1日 |
| 渡波町二丁目（新設） | 渡波                         | 字駅前                       | 1967年（昭和42年）4月1日 |
| 渡波町二丁目（新設） | 渡波                         | 字裏町                       | 1967年（昭和42年）4月1日 |
| 渡波町二丁目（新設） | 渡波                         | 字下伊勢谷地                 | 1967年（昭和42年）4月1日 |
| 渡波町二丁目（新設） | 渡波                         | 字下伊勢谷地の壱             | 1967年（昭和42年）4月1日 |
| 渡波町三丁目（新設） | 渡波                         | 字中町                       | 1967年（昭和42年）4月1日 |
| 渡波町三丁目（新設） | 渡波                         | 字肴町                       | 1967年（昭和42年）4月1日 |
| 渡波町三丁目（新設） | 渡波                         | 字本町                       | 1967年（昭和42年）4月1日 |
| 渡波町三丁目（新設） | 渡波                         | 字裏町                       | 1967年（昭和42年）4月1日 |
| 長浜町（新設）       | 渡波                         | 字長浜                       | 1967年（昭和42年）4月1日 |
| 松原町（新設）       | 渡波                         | 字長浜                       | 1967年（昭和42年）4月1日 |
| 松原町（新設）       | 渡波                         | 字浜曽根山                   | 1967年（昭和42年）4月1日 |
| 浜松町（新設）       | 渡波                         | 字浜曽根の壱                 | 1967年（昭和42年）4月1日 |
| 浜松町（新設）       | 渡波                         | 字浜曽根の弐                 | 1967年（昭和42年）4月1日 |
| 清水町一丁目（新設） | なし                         | 字面剣田                     | 1967年（昭和42年）4月1日 |
| 清水町一丁目（新設） | なし                         | 字新清水尻                   | 1967年（昭和42年）4月1日 |
| 清水町一丁目（新設） | なし                         | 字清水尻                     | 1967年（昭和42年）4月1日 |
| 清水町二丁目（新設） | なし                         | 字新清水尻                   | 1967年（昭和42年）4月1日 |
| 清水町二丁目（新設） | なし                         | 字清水尻                     | 1967年（昭和42年）4月1日 |
| 清水町二丁目（新設） | なし                         | 字清水尻西                   | 1967年（昭和42年）4月1日 |
| 清水町二丁目（新設） | なし                         | 字深淵                       | 1967年（昭和42年）4月1日 |
| 新橋（新設）         | なし                         | 字新横堤                     | 1967年（昭和42年）4月1日 |
| 新橋（新設）         | なし                         | 字横堤                       | 1967年（昭和42年）4月1日 |
| 新橋（新設）         | なし                         | 字山下西                     | 1967年（昭和42年）4月1日 |
| 新橋（新設）         | なし                         | 字揚慮原西                   | 1967年（昭和42年）4月1日 |
| 新橋（新設）         | なし                         | 字清水尻西                   | 1967年（昭和42年）4月1日 |
| 新橋（新設）         | なし                         | 字深淵                       | 1967年（昭和42年）4月1日 |
| 山下町一丁目（新設） | なし                         | 字山下                       | 1967年（昭和42年）4月1日 |
| 山下町一丁目（新設） | なし                         | 字明神山                     | 1967年（昭和42年）4月1日 |
| 山下町一丁目（新設） | 石巻                         | 字赤土山下                   | 1967年（昭和42年）4月1日 |
| 山下町二丁目（新設） | なし                         | 字七窪                       | 1967年（昭和42年）4月1日 |
| 山下町二丁目（新設） | なし                         | 字明神山                     | 1967年（昭和42年）4月1日 |
| 山下町二丁目（新設） | 石巻                         | 字北鰐山                     | 1967年（昭和42年）4月1日 |
| 田道町一丁目（新設） | なし                         | 字清水尻                     | 1967年（昭和42年）4月1日 |
| 田道町一丁目（新設） | なし                         | 字揚慮原                     | 1967年（昭和42年）4月1日 |
| 田道町一丁目（新設） | なし                         | 字揚慮原西                   | 1967年（昭和42年）4月1日 |
| 田道町二丁目（新設） | なし                         | 字清水尻                     | 1967年（昭和42年）4月1日 |
| 田道町二丁目（新設） | なし                         | 字横堤                       | 1967年（昭和42年）4月1日 |
| 田道町二丁目（新設） | なし                         | 字新横堤                     | 1967年（昭和42年）4月1日 |
| 田道町二丁目（新設） | なし                         | 字揚慮原西                   | 1967年（昭和42年）4月1日 |
| 錦町（新設）         | なし                         | 字横堤南                     | 1967年（昭和42年）4月1日 |
| 錦町（新設）         | なし                         | 字新横堤                     | 1967年（昭和42年）4月1日 |
| 錦町（新設）         | なし                         | 字山下西                     | 1967年（昭和42年）4月1日 |
| 錦町（新設）         | なし                         | 字鍋倉                       | 1967年（昭和42年）4月1日 |
| 錦町（新設）         | なし                         | 字新鍋倉                     | 1967年（昭和42年）4月1日 |
| 西山町（新設）       | なし                         | 字揚慮原                     | 1967年（昭和42年）4月1日 |
| 西山町（新設）       | なし                         | 字山下西                     | 1967年（昭和42年）4月1日 |
| 西山町（新設）       | なし                         | 字鍋倉                       | 1967年（昭和42年）4月1日 |
| 西山町（新設）       | なし                         | 字新鍋倉                     | 1967年（昭和42年）4月1日 |
| 末広町（新設）       | なし                         | 字鍋倉前                     | 1967年（昭和42年）4月1日 |
| 末広町（新設）       | なし                         | 字鍋倉                       | 1967年（昭和42年）4月1日 |
| 双葉町（新設）       | 石巻                         | 字南鰐山                     | 1967年（昭和42年）4月1日 |
| 双葉町（新設）       | 門脇                         | 字東上野町                   | 1967年（昭和42年）4月1日 |
| 双葉町（新設）       | 門脇                         | 字西村境                     | 1967年（昭和42年）4月1日 |
| 双葉町（新設）       | 門脇                         | 字本草園                     | 1967年（昭和42年）4月1日 |
| 南光町二丁目（編入） | 門脇                         | 字後山                       | 1967年（昭和42年）4月1日 |
| 南光町二丁目（編入） | 門脇                         | 字元谷地荒                   | 1967年（昭和42年）4月1日 |
| 南光町二丁目（編入） | 門脇                         | 字原                         | 1967年（昭和42年）4月1日 |
| 南光町二丁目（編入） | 門脇                         | 字谷地                       | 1967年（昭和42年）4月1日 |
| 南光町二丁目（編入） | 門脇                         | 字本草園前                   | 1967年（昭和42年）4月1日 |

### 1968年の石巻市の住所変更
1968年（昭和43年）に住所変更が実施され、以下の通り、町の新設が実施された。
| 変更後           | 変更前                       | 変更前                       | 変更日                    |
| 町丁             | 町・字（特記なければ各一部） | 町・字（特記なければ各一部） | 変更日                    |
| 町丁             | 大字                         | 小字                         | 変更日                    |
| ---------------- | ---------------------------- | ---------------------------- | ------------------------- |
| 潮見町（新設）   | 門脇                         | 字東中浜                     | 1968年（昭和43年）1月27日 |
| 潮見町（新設）   | 門脇                         | 字浪除土手                   | 1968年（昭和43年）1月27日 |
| 潮見町（新設）   | 門脇                         | 字本草園前                   | 1968年（昭和43年）1月27日 |
| 雲雀野町（新設） | 門脇                         | 字浜裏                       | 1968年（昭和43年）1月27日 |
| 雲雀野町（新設） | 門脇                         | 字東中浜一番                 | 1968年（昭和43年）1月27日 |
| 雲雀野町（新設） | 門脇                         | 字後谷地                     | 1968年（昭和43年）1月27日 |
| 雲雀野町（新設） | 門脇                         | 字善海田                     | 1968年（昭和43年）1月27日 |
| 三河町（新設）   | 門脇                         | 字本草園前                   | 1968年（昭和43年）7月17日 |
| 三河町（新設）   | 門脇                         | 字中島                       | 1968年（昭和43年）7月17日 |
| 三河町（新設）   | 門脇                         | 字浪除土手                   | 1968年（昭和43年）7月17日 |
| 重吉町（新設）   | 門脇                         | 字鷲塚                       | 1968年（昭和43年）8月10日 |
| 重吉町（新設）   | 門脇                         | 字下鷲塚                     | 1968年（昭和43年）8月10日 |
| 重吉町（新設）   | 門脇                         | 字十三走                     | 1968年（昭和43年）8月10日 |

### 1968年の河北町・北上町境界変更
1968年（昭和43年）10月26日に河北町と北上町の間で境界変更を実施することが告示され、同年11月1日に以下の通り、境界変更が実施された。
| 変更後   | 変更後 | 変更前   | 変更前                       | 変更前                       | 変更日                    |
| 新自治体 | 町・字 | 旧自治体 | 町・字（特記なければ各一部） | 町・字（特記なければ各一部） | 変更日                    |
| 新自治体 | 町・字 | 旧自治体 | 大字                         | 小字                         | 変更日                    |
| -------- | ------ | -------- | ---------------------------- | ---------------------------- | ------------------------- |
| 河北町   | 一部   | 北上町   | 橋浦                         | 字三貫沢                     | 1968年（昭和43年）11月1日 |
| 北上町   | 一部   | 河北町   | 中野                         | 字古戸前                     | 1968年（昭和43年）11月1日 |

### 1970年の石巻市の住所変更
1970年（昭和45年）10月24日に住所変更が実施され、以下の通り、町の新設が実施された。
| 変更後         | 変更前                       | 変更前                       | 変更日                     |
| 町丁           | 町・字（特記なければ各一部） | 町・字（特記なければ各一部） | 変更日                     |
| 町丁           | 大字                         | 小字                         | 変更日                     |
| -------------- | ---------------------------- | ---------------------------- | -------------------------- |
| 西浜町（新設） | 門脇                         | 字東中浜一番                 | 1970年（昭和45年）10月24日 |
| 西浜町（新設） | 門脇                         | 字中浜                       | 1970年（昭和45年）10月24日 |

### 1972年の石巻市の住居表示実施
1972年（昭和47年）12月1日に蛇田地区における住居表示実施に伴い、以下の通り、町の新設が実施された。
| 変更後               | 変更前                       | 変更前                       | 変更日                    |
| 町丁                 | 町・字（特記なければ各一部） | 町・字（特記なければ各一部） | 変更日                    |
| 町丁                 | 大字                         | 小字                         | 変更日                    |
| -------------------- | ---------------------------- | ---------------------------- | ------------------------- |
| 向陽町一丁目（新設） | 蛇田                         | 字新下沼                     | 1972年（昭和47年）12月1日 |
| 向陽町一丁目（新設） | 蛇田                         | 字新下浦                     | 1972年（昭和47年）12月1日 |
| 向陽町一丁目（新設） | 蛇田                         | 字新上浦                     | 1972年（昭和47年）12月1日 |
| 向陽町二丁目（新設） | 蛇田                         | 字新下浦                     | 1972年（昭和47年）12月1日 |
| 向陽町二丁目（新設） | 蛇田                         | 字新上浦                     | 1972年（昭和47年）12月1日 |
| 向陽町三丁目（新設） | 蛇田                         | 字新上浦                     | 1972年（昭和47年）12月1日 |
| 向陽町四丁目（新設） | 蛇田                         | 字新上浦                     | 1972年（昭和47年）12月1日 |
| 向陽町五丁目（新設） | 蛇田                         | 字新下堀                     | 1972年（昭和47年）12月1日 |

### 1973年の涌谷町・桃生町境界変更
1973年（昭和48年）7月28日に桃生町と遠田郡涌谷町の間で境界変更を実施することが告示され、同年8月1日に以下の通り、境界変更が実施された。
| 変更後   | 変更後 | 変更前   | 変更前                       | 変更前                       | 変更日                   |
| 新自治体 | 町・字 | 旧自治体 | 町・字（特記なければ各一部） | 町・字（特記なければ各一部） | 変更日                   |
| 新自治体 | 町・字 | 旧自治体 | 大字                         | 小字                         | 変更日                   |
| -------- | ------ | -------- | ---------------------------- | ---------------------------- | ------------------------ |
| 桃生町   | 一部   | 涌谷町   | 猪岡短台                     | 字桑畑                       | 1973年（昭和48年）8月1日 |
| 涌谷町   | 一部   | 桃生町   | 神取                         | 字西八反崎                   | 1973年（昭和48年）8月1日 |

### 1973年の石巻市の住所変更
1973年（昭和48年）8月25日に住所変更が実施され、以下の通り、町の新設が実施された。
| 変更後       | 変更前                       | 変更前                       | 変更日                    |
| 町丁         | 町・字（特記なければ各一部） | 町・字（特記なければ各一部） | 変更日                    |
| 町丁         | 大字                         | 小字                         | 変更日                    |
| ------------ | ---------------------------- | ---------------------------- | ------------------------- |
| 魚町（新設） | 湊                           | 字長浜                       | 1973年（昭和48年）8月25日 |
| 魚町（新設） | 湊                           | 字筒場                       | 1973年（昭和48年）8月25日 |
| 魚町（新設） | 湊                           | 字須賀松                     | 1973年（昭和48年）8月25日 |

### 1974年の石巻市の住所変更
1974年（昭和49年）6月29日に住所変更が実施され、以下の通り、町の新設が実施された。
| 変更後         | 変更前                       | 変更前                       | 変更日                    |
| 町丁           | 町・字（特記なければ各一部） | 町・字（特記なければ各一部） | 変更日                    |
| 町丁           | 大字                         | 小字                         | 変更日                    |
| -------------- | ---------------------------- | ---------------------------- | ------------------------- |
| 開北町（新設） | なし                         | 字水押                       | 1974年（昭和49年）6月29日 |

### 1975年の石巻市の住所変更
1975年（昭和50年）に住所変更が実施され、以下の通り、町の新設が実施された。
| 変更後         | 変更前                       | 変更前                       | 変更日                     |
| 町丁           | 町・字（特記なければ各一部） | 町・字（特記なければ各一部） | 変更日                     |
| 町丁           | 大字                         | 小字                         | 変更日                     |
| -------------- | ---------------------------- | ---------------------------- | -------------------------- |
| 松並（新設）   | 湊                           | 字大門崎                     | 1975年（昭和50年）3月29日  |
| 松並（新設）   | 湊                           | 字七加古江                   | 1975年（昭和50年）3月29日  |
| 松並（新設）   | 湊                           | 字下屋敷                     | 1975年（昭和50年）3月29日  |
| 松並（新設）   | 湊                           | 字須賀松                     | 1975年（昭和50年）3月29日  |
| 松並（新設）   | 湊                           | 字筒場                       | 1975年（昭和50年）3月29日  |
| 緑町（新設）   | 湊                           | 字筒場                       | 1975年（昭和50年）3月29日  |
| 緑町（新設）   | 湊                           | 字須賀松                     | 1975年（昭和50年）3月29日  |
| 緑町（新設）   | 湊                           | 字一里塚                     | 1975年（昭和50年）3月29日  |
| 水明町（新設） | 石巻                         | 字袋谷地                     | 1975年（昭和50年）12月24日 |

### 1982年の石巻市の住居表示実施
1982年（昭和57年）9月1日に石巻地区における住居表示実施に伴い、以下の通り、町の新設および町域の変更が実施された。
| 変更後                   | 変更前                       | 変更前                       | 変更日                   |
| 町丁                     | 町・字（特記なければ各一部） | 町・字（特記なければ各一部） | 変更日                   |
| 町丁                     | 大字                         | 小字                         | 変更日                   |
| ------------------------ | ---------------------------- | ---------------------------- | ------------------------ |
| 住吉町二丁目（編入）     | 石巻                         | 字駅前                       | 1982年（昭和57年）9月1日 |
| 住吉町二丁目（編入）     | 石巻                         | 字内谷地                     | 1982年（昭和57年）9月1日 |
| 旭町（編入）             | 石巻                         | 字旭町（全部）               | 1982年（昭和57年）9月1日 |
| 旭町（編入）             | 石巻                         | 字蛇田浦内（全部）           | 1982年（昭和57年）9月1日 |
| 旭町（編入）             | 石巻                         | 字駅前                       | 1982年（昭和57年）9月1日 |
| 旭町（編入）             | 石巻                         | 字内谷地                     | 1982年（昭和57年）9月1日 |
| 駅前北通り一丁目（新設） | 石巻                         | 字鋳銭場（全部）             | 1982年（昭和57年）9月1日 |
| 駅前北通り一丁目（新設） | 石巻                         | 字駅前                       | 1982年（昭和57年）9月1日 |
| 駅前北通り二丁目（新設） | 石巻                         | 字蛇田浦外（全部）           | 1982年（昭和57年）9月1日 |
| 駅前北通り二丁目（新設） | 石巻                         | 字赤土山下（全部）           | 1982年（昭和57年）9月1日 |
| 駅前北通り二丁目（新設） | 石巻                         | 字駅前                       | 1982年（昭和57年）9月1日 |
| 駅前北通り三丁目（新設） | 石巻                         | 字駅前                       | 1982年（昭和57年）9月1日 |
| 駅前北通り四丁目（新設） | 石巻                         | 字駅前                       | 1982年（昭和57年）9月1日 |
| 元倉一丁目（新設）       | 石巻                         | 字新内谷地                   | 1982年（昭和57年）9月1日 |
| 元倉一丁目（新設）       | 石巻                         | 字元倉（全部）               | 1982年（昭和57年）9月1日 |
| 元倉二丁目（新設）       | 石巻                         | 字新内谷地                   | 1982年（昭和57年）9月1日 |
| 元倉二丁目（新設）       | 石巻                         | 字内谷地                     | 1982年（昭和57年）9月1日 |
| 元倉二丁目（新設）       | 石巻                         | 字中里                       | 1982年（昭和57年）9月1日 |
| 東中里一丁目（新設）     | 石巻                         | 字新東中里                   | 1982年（昭和57年）9月1日 |
| 東中里一丁目（新設）     | 石巻                         | 字内谷地                     | 1982年（昭和57年）9月1日 |
| 東中里一丁目（新設）     | 石巻                         | 字蛇田頭                     | 1982年（昭和57年）9月1日 |
| 東中里二丁目（新設）     | 石巻                         | 字新東中里                   | 1982年（昭和57年）9月1日 |
| 東中里二丁目（新設）     | 石巻                         | 字蛇田頭                     | 1982年（昭和57年）9月1日 |
| 東中里三丁目（新設）     | 石巻                         | 字新東中里                   | 1982年（昭和57年）9月1日 |
| 東中里三丁目（新設）     | 石巻                         | 字中里                       | 1982年（昭和57年）9月1日 |
| 東中里三丁目（新設）     | 石巻                         | 字蛇田頭                     | 1982年（昭和57年）9月1日 |
| 南中里一丁目（町域変更） | 石巻                         | 字新中里                     | 1982年（昭和57年）9月1日 |
| 南中里一丁目（町域変更） | 石巻                         | 字中里                       | 1982年（昭和57年）9月1日 |
| 南中里二丁目（町域変更） | 石巻                         | 字新中里                     | 1982年（昭和57年）9月1日 |
| 南中里二丁目（町域変更） | 南中里一丁目                 |                              | 1982年（昭和57年）9月1日 |
| 南中里三丁目（新設）     | なし                         | 字新中里                     | 1982年（昭和57年）9月1日 |
| 南中里三丁目（新設）     | 南中里一丁目                 |                              | 1982年（昭和57年）9月1日 |
| 南中里三丁目（新設）     | 南中里二丁目                 |                              | 1982年（昭和57年）9月1日 |
| 南中里四丁目（新設）     | なし                         | 字新西中里                   | 1982年（昭和57年）9月1日 |
| 南中里四丁目（新設）     | 南中里二丁目                 |                              | 1982年（昭和57年）9月1日 |
| 中里一丁目（町域変更）   | 石巻                         | 字中里                       | 1982年（昭和57年）9月1日 |
| 中里一丁目（町域変更）   | 石巻                         | 字新中里                     | 1982年（昭和57年）9月1日 |
| 中里一丁目（町域変更）   | 中里一丁目                   |                              | 1982年（昭和57年）9月1日 |
| 中里二丁目（町域変更）   | 石巻                         | 字新中里                     | 1982年（昭和57年）9月1日 |
| 中里二丁目（町域変更）   | 中里一丁目                   |                              | 1982年（昭和57年）9月1日 |
| 中里三丁目（町域変更）   | なし                         | 字新西中里                   | 1982年（昭和57年）9月1日 |
| 中里三丁目（町域変更）   | 中里二丁目                   |                              | 1982年（昭和57年）9月1日 |
| 中里四丁目（町域変更）   | なし                         | 字新西中里                   | 1982年（昭和57年）9月1日 |
| 中里四丁目（町域変更）   | 中里三丁目                   |                              | 1982年（昭和57年）9月1日 |
| 中里五丁目（新設）       | 中里二丁目                   | 中里二丁目                   | 1982年（昭和57年）9月1日 |
| 中里五丁目（新設）       | 中里四丁目                   |                              | 1982年（昭和57年）9月1日 |
| 中里六丁目（新設）       | 中里三丁目                   | 中里三丁目                   | 1982年（昭和57年）9月1日 |
| 中里七丁目（新設）       | 中里四丁目                   | 中里四丁目                   | 1982年（昭和57年）9月1日 |

### 1983年の石巻市の住居表示実施
1983年（昭和58年）9月1日に蛇田地区における住居表示実施に伴い、以下の通り、町の新設が実施された。
| 変更後               | 変更前                       | 変更前                       | 実施年月日               |
| 町丁                 | 町・字（特記なければ各一部） | 町・字（特記なければ各一部） | 実施年月日               |
| 町丁                 | 大字                         | 小字                         | 実施年月日               |
| -------------------- | ---------------------------- | ---------------------------- | ------------------------ |
| 丸井戸一丁目（新設） | 蛇田                         | 字丸井戸                     | 1983年（昭和58年）9月1日 |
| 丸井戸一丁目（新設） | 蛇田                         | 字新下沼                     | 1983年（昭和58年）9月1日 |
| 丸井戸一丁目（新設） | 蛇田                         | 字下沼                       | 1983年（昭和58年）9月1日 |
| 丸井戸二丁目（新設） | 蛇田                         | 字丸井戸                     | 1983年（昭和58年）9月1日 |
| 丸井戸二丁目（新設） | 蛇田                         | 字新下浦                     | 1983年（昭和58年）9月1日 |
| 丸井戸三丁目（新設） | 蛇田                         | 字丸井戸                     | 1983年（昭和58年）9月1日 |
| 丸井戸三丁目（新設） | 蛇田                         | 字新上浦                     | 1983年（昭和58年）9月1日 |

### 1984年の石巻市の住居表示実施
1984年（昭和59年）9月1日に石巻地区における住居表示実施に伴い、以下の通り、町の新設が実施された。
| 変更後               | 変更前                     | 変更日                   |
| 町丁                 | 町丁（特記なければ各一部） | 変更日                   |
| -------------------- | -------------------------- | ------------------------ |
| 水明南一丁目（新設） | 水明町一丁目（全部）       | 1984年（昭和59年）9月1日 |
| 水明南二丁目（新設） | 水明町四丁目（全部）       | 1984年（昭和59年）9月1日 |
| 水明北一丁目（新設） | 水明町二丁目               | 1984年（昭和59年）9月1日 |
| 水明北一丁目（新設） | 水明町三丁目               | 1984年（昭和59年）9月1日 |
| 水明北二丁目（新設） | 水明町二丁目               | 1984年（昭和59年）9月1日 |
| 水明北二丁目（新設） | 水明町三丁目               | 1984年（昭和59年）9月1日 |
| 水明北三丁目（新設） | 水明町三丁目               | 1984年（昭和59年）9月1日 |

### 1991年3月22日の石巻市の公有水面埋立に伴う編入
1991年（平成3年）2月28日、石巻市内であらたに生じた土地の確認が石巻市長によって行われ、同年3月22日に あらたに生じた土地の確認（平成3年宮城県告示第304号）および あらたに生じた土地の確認（平成3年宮城県告示第305号）によってその旨が告示された。この告示によって確認された土地は、 字の区域の変更（平成3年宮城県告示第311号）および 字の区域の変更（平成3年宮城県告示第312号）にて以下の通り編入が実施された。
| 変更後 | 変更後     | 変更後           | 変更前                                     | 変更前      | 変更日                   |
| 自治体 | 町・字     | 町・字           | 変更前                                     | 変更前      | 変更日                   |
| 自治体 | 大字       | 小字             | 公有水面埋立地                             | 面積        | 変更日                   |
| ------ | ---------- | ---------------- | ------------------------------------------ | ----------- | ------------------------ |
| 石巻市 | 大字桃浦   | 字浜中（編入）   | 大字桃浦字浜中地先の公有水面埋立地         | 2,677.70 m2 | 1991年（平成3年）3月22日 |
| 石巻市 | 大字田代浜 | 字仁斗田（編入） | 大字田代浜字仁斗田に隣接する公有水面埋立地 | 5,049.65 m2 | 1991年（平成3年）3月22日 |
| 石巻市 | 大字田代浜 | 字仁斗田（編入） | 大字田代浜字仁斗田地先の公有水面埋立地     | 5,049.65 m2 | 1991年（平成3年）3月22日 |
| 石巻市 | 大字田代浜 | 字仁斗田（編入） | 大字田代浜字凪間地先の公有水面埋立地       | 5,049.65 m2 | 1991年（平成3年）3月22日 |

### 1991年4月2日の牡鹿町の公有水面埋立に伴う編入
1991年（平成3年）3月15日、牡鹿町内であらたに生じた土地の確認が牡鹿町長によって行われ、同年4月2日に あらたに生じた土地の確認（平成3年宮城県告示第418号）および あらたに生じた土地の確認（平成3年宮城県告示第419号）によってその旨が告示された。この告示によって確認された土地は、 字の区域の変更（平成3年宮城県告示第422号）および 字の区域の変更（平成3年宮城県告示第423号）にて以下の通り編入が実施された。
| 変更後 | 変更後       | 変更後           | 変更前                                       | 変更前      | 変更日                  |
| 自治体 | 町・字       | 町・字           | 変更前                                       | 変更前      | 変更日                  |
| 自治体 | 大字         | 小字             | 公有水面埋立地                               | 面積        | 変更日                  |
| ------ | ------------ | ---------------- | -------------------------------------------- | ----------- | ----------------------- |
| 牡鹿町 | 大字小網倉浜 | 字小網倉（編入） | 大字小網倉浜字小網倉に隣接する公有水面埋立地 | 3,422.83m2  | 1991年（平成3年）4月2日 |
| 牡鹿町 | 大字給分浜   | 字西出当（編入） | 大字給分浜字西出当に隣接する公有水面埋立地   | 20,146.76m2 | 1991年（平成3年）4月2日 |
| 牡鹿町 | 大字給分浜   | 字西出当（編入） | 大字給分浜字筒船掛場に隣接する公有水面埋立地 | 20,146.76m2 | 1991年（平成3年）4月2日 |
| 牡鹿町 | 大字給分浜   | 字西出当（編入） | 大字給分浜字牧の崎地先の公有水面埋立地       | 20,146.76m2 | 1991年（平成3年）4月2日 |

### 1997年の石巻市の住居表示実施
1997年（平成9年）9月1日に石巻地区における住居表示実施に伴い、以下の通り、町の新設が実施された。
| 変更後             | 変更前                       | 変更前                       | 変更日                  |
| 町丁               | 町・字（特記なければ各一部） | 町・字（特記なければ各一部） | 変更日                  |
| 町丁               | 大字                         | 小字                         | 変更日                  |
| ------------------ | ---------------------------- | ---------------------------- | ----------------------- |
| 開北一丁目（新設） | 開北町                       | 開北町                       | 1997年（平成9年）9月1日 |
| 開北一丁目（新設） | 石巻                         | 字水押                       | 1997年（平成9年）9月1日 |
| 開北二丁目（新設） | なし                         | 字水押                       | 1997年（平成9年）9月1日 |
| 開北二丁目（新設） | 開北町                       |                              | 1997年（平成9年）9月1日 |
| 開北二丁目（新設） | 石巻                         | 字水押                       | 1997年（平成9年）9月1日 |
| 開北三丁目（新設） | なし                         | 字水押                       | 1997年（平成9年）9月1日 |
| 開北三丁目（新設） | 開北町                       |                              | 1997年（平成9年）9月1日 |
| 開北四丁目（新設） | なし                         | 字水押                       | 1997年（平成9年）9月1日 |
| 開北四丁目（新設） | 石巻                         | 字水押                       | 1997年（平成9年）9月1日 |
| 水押一丁目（新設） | なし                         | 字水押                       | 1997年（平成9年）9月1日 |
| 水押二丁目（新設） | なし                         | 字水押                       | 1997年（平成9年）9月1日 |
| 水押三丁目（新設） | なし                         | 字水押                       | 1997年（平成9年）9月1日 |

### 1998年の矢本町・河南町境界変更
1998年（平成10年）8月21日に河南町と桃生郡矢本町の間で境界変更を実施することが告示され、同年11月1日に以下の通り、境界変更が実施された。
| 変更後   | 変更後 | 変更前   | 変更前                       | 変更前                       | 変更日                    |
| 新自治体 | 町・字 | 旧自治体 | 町・字（特記なければ各一部） | 町・字（特記なければ各一部） | 変更日                    |
| 新自治体 | 町・字 | 旧自治体 | 大字                         | 小字                         | 変更日                    |
| -------- | ------ | -------- | ---------------------------- | ---------------------------- | ------------------------- |
| 河南町   | 一部   | 矢本町   | 赤井                         | 字横関二号                   | 1998年（平成10年）11月1日 |
| 矢本町   | 一部   | 河南町   | 須江                         | 字上大刈場                   | 1998年（平成10年）11月1日 |

### 2001年の石巻市の住居表示実施
2001年（平成13年）9月1日に湊地区における住居表示実施に伴い、以下の通り、町の新設が実施された。
| 変更後               | 変更前                       | 変更前                       | 変更日                   |
| 町丁                 | 町・字（特記なければ各一部） | 町・字（特記なければ各一部） | 変更日                   |
| 町丁                 | 大字                         | 小字                         | 変更日                   |
| -------------------- | ---------------------------- | ---------------------------- | ------------------------ |
| 伊原津一丁目（新設） | 湊                           | 字伊原津                     | 2001年（平成13年）9月1日 |
| 伊原津一丁目（新設） | 湊                           | 字馬坂                       | 2001年（平成13年）9月1日 |
| 伊原津一丁目（新設） | 湊                           | 字鹿妻山                     | 2001年（平成13年）9月1日 |
| 伊原津二丁目（新設） | 湊                           | 字伊原津                     | 2001年（平成13年）9月1日 |
| 伊原津二丁目（新設） | 湊                           | 字五輪                       | 2001年（平成13年）9月1日 |
| 伊原津二丁目（新設） | 湊                           | 字馬坂                       | 2001年（平成13年）9月1日 |
| 伊原津二丁目（新設） | 湊                           | 字川尻下（全部）             | 2001年（平成13年）9月1日 |
| 伊原津二丁目（新設） | 湊                           | 字洞前                       | 2001年（平成13年）9月1日 |
| 伊原津二丁目（新設） | 鹿妻一丁目                   |                              | 2001年（平成13年）9月1日 |
| 鹿妻北一丁目（新設） | 湊                           | 字高曽根                     | 2001年（平成13年）9月1日 |
| 鹿妻北一丁目（新設） | 湊                           | 字天神前                     | 2001年（平成13年）9月1日 |
| 鹿妻北一丁目（新設） | 湊                           | 字立石                       | 2001年（平成13年）9月1日 |
| 鹿妻北一丁目（新設） | 湊                           | 字鹿妻山                     | 2001年（平成13年）9月1日 |
| 鹿妻北一丁目（新設） | 湊                           | 字洞前                       | 2001年（平成13年）9月1日 |
| 鹿妻北一丁目（新設） | 鹿妻五丁目（全部）           |                              | 2001年（平成13年）9月1日 |
| 鹿妻北二丁目（新設） | 湊                           | 字上野                       | 2001年（平成13年）9月1日 |
| 鹿妻北二丁目（新設） | 湊                           | 字天神前                     | 2001年（平成13年）9月1日 |
| 鹿妻北二丁目（新設） | 湊                           | 字鹿妻                       | 2001年（平成13年）9月1日 |
| 鹿妻北二丁目（新設） | 鹿妻東                       |                              | 2001年（平成13年）9月1日 |
| 鹿妻北二丁目（新設） | 渡波                         | 字根岸前                     | 2001年（平成13年）9月1日 |
| 鹿妻北三丁目（新設） | 湊                           | 字上野                       | 2001年（平成13年）9月1日 |
| 鹿妻北三丁目（新設） | 湊                           | 字高曽根                     | 2001年（平成13年）9月1日 |
| 鹿妻北三丁目（新設） | 湊                           | 字立石                       | 2001年（平成13年）9月1日 |
| 鹿妻北三丁目（新設） | 湊                           | 字鹿妻                       | 2001年（平成13年）9月1日 |
| 鹿妻北三丁目（新設） | 鹿妻本町                     |                              | 2001年（平成13年）9月1日 |
| 鹿妻北三丁目（新設） | 鹿妻東                       |                              | 2001年（平成13年）9月1日 |
| 鹿妻南一丁目（新設） | 湊                           | 字五輪                       | 2001年（平成13年）9月1日 |
| 鹿妻南一丁目（新設） | 湊                           | 字馬坂                       | 2001年（平成13年）9月1日 |
| 鹿妻南一丁目（新設） | 湊                           | 字天神前                     | 2001年（平成13年）9月1日 |
| 鹿妻南一丁目（新設） | 湊                           | 字洞前                       | 2001年（平成13年）9月1日 |
| 鹿妻南一丁目（新設） | 鹿妻一丁目                   |                              | 2001年（平成13年）9月1日 |
| 鹿妻南一丁目（新設） | 鹿妻三丁目（全部）           |                              | 2001年（平成13年）9月1日 |
| 鹿妻南一丁目（新設） | 鹿妻四丁目                   |                              | 2001年（平成13年）9月1日 |
| 鹿妻南二丁目（新設） | 湊                           | 字川尻                       | 2001年（平成13年）9月1日 |
| 鹿妻南二丁目（新設） | 湊                           | 字川尻上                     | 2001年（平成13年）9月1日 |
| 鹿妻南二丁目（新設） | 湊                           | 字高曽根                     | 2001年（平成13年）9月1日 |
| 鹿妻南二丁目（新設） | 湊                           | 字天神前                     | 2001年（平成13年）9月1日 |
| 鹿妻南二丁目（新設） | 鹿妻二丁目                   |                              | 2001年（平成13年）9月1日 |
| 鹿妻南二丁目（新設） | 鹿妻四丁目                   |                              | 2001年（平成13年）9月1日 |
| 鹿妻南三丁目（新設） | 湊                           | 字須賀松                     | 2001年（平成13年）9月1日 |
| 鹿妻南三丁目（新設） | 湊                           | 字川尻                       | 2001年（平成13年）9月1日 |
| 鹿妻南三丁目（新設） | 鹿妻二丁目                   |                              | 2001年（平成13年）9月1日 |
| 鹿妻南四丁目（新設） | 湊                           | 字川尻                       | 2001年（平成13年）9月1日 |
| 鹿妻南四丁目（新設） | 渡波                         | 字栄田                       | 2001年（平成13年）9月1日 |
| 鹿妻南五丁目（新設） | 湊                           | 字川尻                       | 2001年（平成13年）9月1日 |
| 鹿妻南五丁目（新設） | 湊                           | 字境塚（全部）               | 2001年（平成13年）9月1日 |
| 鹿妻南五丁目（新設） | 湊                           | 字上野                       | 2001年（平成13年）9月1日 |
| 鹿妻南五丁目（新設） | 湊                           | 字高曽根                     | 2001年（平成13年）9月1日 |
| 鹿妻南五丁目（新設） | 湊                           | 字天神前                     | 2001年（平成13年）9月1日 |
| 鹿妻南五丁目（新設） | 渡波                         | 字根岸前                     | 2001年（平成13年）9月1日 |
| 鹿妻南五丁目（新設） | 渡波                         | 字栄田                       | 2001年（平成13年）9月1日 |

### 2003年の河南町・桃生町境界変更
2002年（平成14年）12月10日に河南町と桃生町の間で境界変更を実施することが告示され、2003年（平成15年）2月1日に以下の通り、境界変更が実施された。
| 変更後   | 変更後 | 変更前   | 変更前                       | 変更前                       | 変更日                   |
| 新自治体 | 町・字 | 旧自治体 | 町・字（特記なければ各一部） | 町・字（特記なければ各一部） | 変更日                   |
| 新自治体 | 町・字 | 旧自治体 | 大字                         | 小字                         | 変更日                   |
| -------- | ------ | -------- | ---------------------------- | ---------------------------- | ------------------------ |
| 河北町   | 一部   | 桃生町   | 高須賀                       | 字伍郎田                     | 2003年（平成15年）2月1日 |
| 河北町   | 一部   | 桃生町   | 高須賀                       | 字田待                       | 2003年（平成15年）2月1日 |
| 桃生町   | 一部   | 河北町   | 小船越                       | 字七口                       | 2003年（平成15年）2月1日 |
| 桃生町   | 一部   | 河北町   | 小船越                       | 字新田待井                   | 2003年（平成15年）2月1日 |
| 桃生町   | 一部   | 河北町   | 小船越                       | 字六番一江                   | 2003年（平成15年）2月1日 |

## 平成の大合併から現在まで

### 平成の大合併
2005年（平成17年）4月1日、石巻市・河北町・雄勝町・河南町・桃生町・北上町・牡鹿町が合併し、石巻市が成立するに伴い、以下の通り、町・字が設置された。
| 変更後   | 変更後             | 変更後                   | 変更前   | 変更前                       | 変更前                       | 変更日                   |
| 新自治体 | 町・字             | 町・字                   | 旧自治体 | 町・字（特記なければ各全部） | 町・字（特記なければ各全部） | 変更日                   |
| 新自治体 | 大字               | 小字                     | 旧自治体 | 大字                         | 小字                         | 変更日                   |
| -------- | ------------------ | ------------------------ | -------- | ---------------------------- | ---------------------------- | ------------------------ |
| 石巻市   | 荻浜               | 全域                     | 石巻市   | 大字荻浜                     | 全域                         | 2005年（平成17年）4月1日 |
| 石巻市   | 折浜               | 全域                     | 石巻市   | 大字折浜                     | 全域                         | 2005年（平成17年）4月1日 |
| 石巻市   | 狐崎浜             | 全域                     | 石巻市   | 大字狐崎浜                   | 全域                         | 2005年（平成17年）4月1日 |
| 石巻市   | 小竹浜             | 全域                     | 石巻市   | 大字小竹浜                   | 全域                         | 2005年（平成17年）4月1日 |
| 石巻市   | 小積浜             | 全域                     | 石巻市   | 大字小積浜                   | 全域                         | 2005年（平成17年）4月1日 |
| 石巻市   | 侍浜               | 全域                     | 石巻市   | 大字侍浜                     | 全域                         | 2005年（平成17年）4月1日 |
| 石巻市   | 竹浜               | 全域                     | 石巻市   | 大字竹浜                     | 全域                         | 2005年（平成17年）4月1日 |
| 石巻市   | 田代浜             | 全域                     | 石巻市   | 大字田代浜                   | 全域                         | 2005年（平成17年）4月1日 |
| 石巻市   | 牧浜               | 全域                     | 石巻市   | 大字牧浜                     | 全域                         | 2005年（平成17年）4月1日 |
| 石巻市   | 月浦               | 全域                     | 石巻市   | 大字月浦                     | 全域                         | 2005年（平成17年）4月1日 |
| 石巻市   | 福貴浦             | 全域                     | 石巻市   | 大字福貴浦                   | 全域                         | 2005年（平成17年）4月1日 |
| 石巻市   | 桃浦               | 全域                     | 石巻市   | 大字桃浦                     | 全域                         | 2005年（平成17年）4月1日 |
| 石巻市   | 相野谷             | 全域                     | 河北町   | 相野谷                       | 全域                         | 2005年（平成17年）4月1日 |
| 石巻市   | 成田               | 全域                     | 河北町   | 成田                         | 全域                         | 2005年（平成17年）4月1日 |
| 石巻市   | 中島               | 全域                     | 河北町   | 中島                         | 全域                         | 2005年（平成17年）4月1日 |
| 石巻市   | 中野               | 全域                     | 河北町   | 中野                         | 全域                         | 2005年（平成17年）4月1日 |
| 石巻市   | 皿貝               | 全域                     | 河北町   | 皿貝                         | 全域                         | 2005年（平成17年）4月1日 |
| 石巻市   | 馬鞍               | 全域                     | 河北町   | 馬鞍                         | 全域                         | 2005年（平成17年）4月1日 |
| 石巻市   | 小船越             | 全域                     | 河北町   | 小船越                       | 全域                         | 2005年（平成17年）4月1日 |
| 石巻市   | 飯野               | 全域                     | 河北町   | 飯野                         | 全域                         | 2005年（平成17年）4月1日 |
| 石巻市   | 北境               | 全域                     | 河北町   | 大字北境                     | 全域                         | 2005年（平成17年）4月1日 |
| 石巻市   | 東福田             | 全域                     | 河北町   | 大字東福田                   | 全域                         | 2005年（平成17年）4月1日 |
| 石巻市   | 大森               | 全域                     | 河北町   | 大字大森                     | 全域                         | 2005年（平成17年）4月1日 |
| 石巻市   | 三輪田             | 全域                     | 河北町   | 大字三輪田                   | 全域                         | 2005年（平成17年）4月1日 |
| 石巻市   | 福地               | 全域                     | 河北町   | 福地                         | 全域                         | 2005年（平成17年）4月1日 |
| 石巻市   | 針岡               | 全域                     | 河北町   | 針岡                         | 全域                         | 2005年（平成17年）4月1日 |
| 石巻市   | 釜谷               | 全域                     | 河北町   | 釜谷                         | 全域                         | 2005年（平成17年）4月1日 |
| 石巻市   | 長面               | 全域                     | 河北町   | 長面                         | 全域                         | 2005年（平成17年）4月1日 |
| 石巻市   | 尾崎               | 全域                     | 河北町   | 尾崎                         | 全域                         | 2005年（平成17年）4月1日 |
| 石巻市   | 雄勝町名振         | 全域                     | 雄勝町   | 大字名振                     | 全域                         | 2005年（平成17年）4月1日 |
| 石巻市   | 雄勝町船越         | 全域                     | 雄勝町   | 大字船越                     | 全域                         | 2005年（平成17年）4月1日 |
| 石巻市   | 雄勝町大須         | 全域                     | 雄勝町   | 大字大須                     | 全域                         | 2005年（平成17年）4月1日 |
| 石巻市   | 雄勝町熊沢         | 全域                     | 雄勝町   | 大字熊沢                     | 全域                         | 2005年（平成17年）4月1日 |
| 石巻市   | 雄勝町桑浜         | 全域                     | 雄勝町   | 大字桑浜                     | 全域                         | 2005年（平成17年）4月1日 |
| 石巻市   | 雄勝町立浜         | 全域                     | 雄勝町   | 大字立浜                     | 全域                         | 2005年（平成17年）4月1日 |
| 石巻市   | 雄勝町大浜         | 全域                     | 雄勝町   | 大字大浜                     | 全域                         | 2005年（平成17年）4月1日 |
| 石巻市   | 雄勝町小島         | 全域                     | 雄勝町   | 大字小島                     | 全域                         | 2005年（平成17年）4月1日 |
| 石巻市   | 雄勝町明神         | 全域                     | 雄勝町   | 大字明神                     | 全域                         | 2005年（平成17年）4月1日 |
| 石巻市   | 雄勝町雄勝         | 全域                     | 雄勝町   | 大字雄勝                     | 全域                         | 2005年（平成17年）4月1日 |
| 石巻市   | 雄勝町伊勢畑一丁目 | 雄勝町伊勢畑一丁目       | 雄勝町   | 伊勢畑一丁目                 | 伊勢畑一丁目                 | 2005年（平成17年）4月1日 |
| 石巻市   | 雄勝町下雄勝一丁目 | 雄勝町下雄勝一丁目       | 雄勝町   | 下雄勝一丁目                 | 下雄勝一丁目                 | 2005年（平成17年）4月1日 |
| 石巻市   | 雄勝町下雄勝二丁目 | 雄勝町下雄勝二丁目       | 雄勝町   | 下雄勝二丁目                 | 下雄勝二丁目                 | 2005年（平成17年）4月1日 |
| 石巻市   | 雄勝町下雄勝三丁目 | 雄勝町下雄勝三丁目       | 雄勝町   | 下雄勝三丁目                 | 下雄勝三丁目                 | 2005年（平成17年）4月1日 |
| 石巻市   | 雄勝町上雄勝一丁目 | 雄勝町上雄勝一丁目       | 雄勝町   | 上雄勝一丁目                 | 上雄勝一丁目                 | 2005年（平成17年）4月1日 |
| 石巻市   | 雄勝町上雄勝二丁目 | 雄勝町上雄勝二丁目       | 雄勝町   | 上雄勝二丁目                 | 上雄勝二丁目                 | 2005年（平成17年）4月1日 |
| 石巻市   | 雄勝町上雄勝三丁目 | 雄勝町上雄勝三丁目       | 雄勝町   | 上雄勝三丁目                 | 上雄勝三丁目                 | 2005年（平成17年）4月1日 |
| 石巻市   | 雄勝町水浜         | 全域                     | 雄勝町   | 大字水浜                     | 全域                         | 2005年（平成17年）4月1日 |
| 石巻市   | 雄勝町分浜         | 全域                     | 雄勝町   | 大字分浜                     | 全域                         | 2005年（平成17年）4月1日 |
| 石巻市   | 前谷地             | 全域                     | 河南町   | 前谷地                       | 全域                         | 2005年（平成17年）4月1日 |
| 石巻市   | 和渕               | 全域                     | 河南町   | 和渕                         | 全域                         | 2005年（平成17年）4月1日 |
| 石巻市   | 鹿又               | 全域                     | 河南町   | 鹿又                         | 全域                         | 2005年（平成17年）4月1日 |
| 石巻市   | 須江               | 全域                     | 河南町   | 須江                         | 全域                         | 2005年（平成17年）4月1日 |
| 石巻市   | 広渕               | 全域                     | 河南町   | 広渕                         | 全域                         | 2005年（平成17年）4月1日 |
| 石巻市   | 北村               | 全域                     | 河南町   | 北村                         | 全域                         | 2005年（平成17年）4月1日 |
| 石巻市   | 桃生町脇谷         | 全域                     | 桃生町   | 脇谷                         | 全域                         | 2005年（平成17年）4月1日 |
| 石巻市   | 桃生町倉埣         | 全域                     | 桃生町   | 倉埣                         | 全域                         | 2005年（平成17年）4月1日 |
| 石巻市   | 桃生町牛田         | 全域                     | 桃生町   | 牛田                         | 全域                         | 2005年（平成17年）4月1日 |
| 石巻市   | 桃生町寺崎         | 全域                     | 桃生町   | 寺崎                         | 全域                         | 2005年（平成17年）4月1日 |
| 石巻市   | 桃生町中津山       | 全域                     | 桃生町   | 中津山                       | 全域                         | 2005年（平成17年）4月1日 |
| 石巻市   | 桃生町城内         | 全域                     | 桃生町   | 城内                         | 全域                         | 2005年（平成17年）4月1日 |
| 石巻市   | 桃生町新田         | 全域                     | 桃生町   | 新田                         | 全域                         | 2005年（平成17年）4月1日 |
| 石巻市   | 桃生町給人町       | 全域                     | 桃生町   | 給人町                       | 全域                         | 2005年（平成17年）4月1日 |
| 石巻市   | 桃生町神取         | 全域                     | 桃生町   | 神取                         | 全域                         | 2005年（平成17年）4月1日 |
| 石巻市   | 桃生町高須賀       | 全域                     | 桃生町   | 高須賀                       | 全域                         | 2005年（平成17年）4月1日 |
| 石巻市   | 桃生町太田         | 全域                     | 桃生町   | 太田                         | 全域                         | 2005年（平成17年）4月1日 |
| 石巻市   | 桃生町樫崎         | 全域                     | 桃生町   | 樫崎                         | 全域                         | 2005年（平成17年）4月1日 |
| 石巻市   | 桃生町永井         | 全域                     | 桃生町   | 永井                         | 全域                         | 2005年（平成17年）4月1日 |
| 石巻市   | 北上町十三浜       | 全域                     | 北上町   | 十三浜                       | 全域                         | 2005年（平成17年）4月1日 |
| 石巻市   | 北上町橋浦         | 全域                     | 北上町   | 橋浦                         | 全域                         | 2005年（平成17年）4月1日 |
| 石巻市   | 北上町長尾         | 全域                     | 北上町   | 長尾                         | 全域                         | 2005年（平成17年）4月1日 |
| 石巻市   | 北上町女川         | 全域                     | 北上町   | 女川                         | 全域                         | 2005年（平成17年）4月1日 |
| 石巻市   | 鮎川大町           | 鮎川大町                 | 牡鹿町   | 字鮎川大町                   | 字鮎川大町                   | 2005年（平成17年）4月1日 |
| 石巻市   | 鮎川浜丁           | 鮎川浜丁                 | 牡鹿町   | 字鮎川浜丁                   | 字鮎川浜丁                   | 2005年（平成17年）4月1日 |
| 石巻市   | 鮎川浜             | 全域                     | 牡鹿町   | 大字鮎川浜                   | 全域                         | 2005年（平成17年）4月1日 |
| 石巻市   | 長渡浜             | 全域                     | 牡鹿町   | 大字長渡浜                   | 全域                         | 2005年（平成17年）4月1日 |
| 石巻市   | 網地浜             | 全域                     | 牡鹿町   | 大字網地浜                   | 全域                         | 2005年（平成17年）4月1日 |
| 石巻市   | 新山浜             | 全域                     | 牡鹿町   | 大字新山浜                   | 全域                         | 2005年（平成17年）4月1日 |
| 石巻市   | 十八成浜           | 全域                     | 牡鹿町   | 大字十八成浜                 | 全域                         | 2005年（平成17年）4月1日 |
| 石巻市   | 小渕浜             | 西出山（新設）           | 牡鹿町   | 大字給分浜                   | 字西出山                     | 2005年（平成17年）4月1日 |
| 石巻市   | 小渕浜             | トツ山（新設）           | 牡鹿町   | 大字給分浜                   | 字トツ山                     | 2005年（平成17年）4月1日 |
| 石巻市   | 小渕浜             | 薬師山（新設）           | 牡鹿町   | 大字給分浜                   | 字薬師山                     | 2005年（平成17年）4月1日 |
| 石巻市   | 小渕浜             | 薬師山前（新設）         | 牡鹿町   | 大字給分浜                   | 字薬師山前                   | 2005年（平成17年）4月1日 |
| 石巻市   | 小渕浜             | カント（新設）           | 牡鹿町   | 大字給分浜                   | 字カント                     | 2005年（平成17年）4月1日 |
| 石巻市   | 小渕浜             | 入の沢（新設）           | 牡鹿町   | 大字給分浜                   | 字入の沢                     | 2005年（平成17年）4月1日 |
| 石巻市   | 小渕浜             | 走り（新設）             | 牡鹿町   | 大字給分浜                   | 字走り                       | 2005年（平成17年）4月1日 |
| 石巻市   | 小渕浜             | 牧ノ崎毛ナシ一番（新設） | 牡鹿町   | 大字給分浜                   | 字牧ノ崎毛ナシ一番           | 2005年（平成17年）4月1日 |
| 石巻市   | 小渕浜             | 牧ノ崎毛ナシ二番（新設） | 牡鹿町   | 大字給分浜                   | 字牧ノ崎毛ナシ二番           | 2005年（平成17年）4月1日 |
| 石巻市   | 小渕浜             | 牧崎長峯（新設）         | 牡鹿町   | 大字給分浜                   | 字牧崎長峯                   | 2005年（平成17年）4月1日 |
| 石巻市   | 小渕浜             | 牧崎長峯下（新設）       | 牡鹿町   | 大字給分浜                   | 字牧崎長峯下                 | 2005年（平成17年）4月1日 |
| 石巻市   | 小渕浜             | 牧崎シトアミ（新設）     | 牡鹿町   | 大字給分浜                   | 字牧崎シトアミ               | 2005年（平成17年）4月1日 |
| 石巻市   | 小渕浜             | ウサギ島（新設）         | 牡鹿町   | 大字給分浜                   | 字ウサギ島                   | 2005年（平成17年）4月1日 |
| 石巻市   | 小渕浜             | 白浜（新設）             | 牡鹿町   | 大字給分浜                   | 字白浜                       | 2005年（平成17年）4月1日 |
| 石巻市   | 小渕浜             | 大房山（新設）           | 牡鹿町   | 大字給分浜                   | 字大房山                     | 2005年（平成17年）4月1日 |
| 石巻市   | 小渕浜             | 仁嘉喜（新設）           | 牡鹿町   | 大字給分浜                   | 字仁嘉喜                     | 2005年（平成17年）4月1日 |
| 石巻市   | 小渕浜             | 留山（新設）             | 牡鹿町   | 大字給分浜                   | 字留山                       | 2005年（平成17年）4月1日 |
| 石巻市   | 小渕浜             | カシ山（新設）           | 牡鹿町   | 大字給分浜                   | 字カシ山                     | 2005年（平成17年）4月1日 |
| 石巻市   | 小渕浜             | 留山下（新設）           | 牡鹿町   | 大字給分浜                   | 字留山下                     | 2005年（平成17年）4月1日 |
| 石巻市   | 小渕浜             | 小梅（新設）             | 牡鹿町   | 大字給分浜                   | 字小梅                       | 2005年（平成17年）4月1日 |
| 石巻市   | 小渕浜             | 戸崎（新設）             | 牡鹿町   | 大字給分浜                   | 字戸崎                       | 2005年（平成17年）4月1日 |
| 石巻市   | 小渕浜             | 向田（新設）             | 牡鹿町   | 大字給分浜                   | 字向田                       | 2005年（平成17年）4月1日 |
| 石巻市   | 小渕浜             | 大宝（新設）             | 牡鹿町   | 大字給分浜                   | 字大宝                       | 2005年（平成17年）4月1日 |
| 石巻市   | 小渕浜             | 狩又（新設）             | 牡鹿町   | 大字給分浜                   | 字狩又                       | 2005年（平成17年）4月1日 |
| 石巻市   | 小渕浜             | 窪田（新設）             | 牡鹿町   | 大字給分浜                   | 字窪田                       | 2005年（平成17年）4月1日 |
| 石巻市   | 小渕浜             | 十八成道下（新設）       | 牡鹿町   | 大字給分浜                   | 字十八成道下                 | 2005年（平成17年）4月1日 |
| 石巻市   | 小渕浜             | 板橋（新設）             | 牡鹿町   | 大字給分浜                   | 字板橋                       | 2005年（平成17年）4月1日 |
| 石巻市   | 小渕浜             | 筒船掛場（新設）         | 牡鹿町   | 大字給分浜                   | 字筒船掛場                   | 2005年（平成17年）4月1日 |
| 石巻市   | 小渕浜             | 窪沢（新設）             | 牡鹿町   | 大字給分浜                   | 字窪沢                       | 2005年（平成17年）4月1日 |
| 石巻市   | 小渕浜             | 仁喜山（新設）           | 牡鹿町   | 大字給分浜                   | 字仁喜山                     | 2005年（平成17年）4月1日 |
| 石巻市   | 小渕浜             | 関ノ入（新設）           | 牡鹿町   | 大字給分浜                   | 字関ノ入                     | 2005年（平成17年）4月1日 |
| 石巻市   | 小渕浜             | 牧ノ崎（新設）           | 牡鹿町   | 大字給分浜                   | 字牧ノ崎                     | 2005年（平成17年）4月1日 |
| 石巻市   | 小渕浜             | 白山（新設）             | 牡鹿町   | 大字給分浜                   | 字白山                       | 2005年（平成17年）4月1日 |
| 石巻市   | 小渕浜             | 村（新設）               | 牡鹿町   | 大字給分浜                   | 字村                         | 2005年（平成17年）4月1日 |
| 石巻市   | 給分浜             | 給分（新設）             | 牡鹿町   | 大字給分浜                   | 字給分村                     | 2005年（平成17年）4月1日 |
| 石巻市   | 給分浜             | 一部                     | 牡鹿町   | 大字給分浜                   | 一部                         | 2005年（平成17年）4月1日 |
| 石巻市   | 大原浜             | 字町                     | 牡鹿町   | 大字大原浜                   | 字町                         | 2005年（平成17年）4月1日 |
| 石巻市   | 大原浜             | 一部                     | 牡鹿町   | 大字大原浜                   | 一部                         | 2005年（平成17年）4月1日 |
| 石巻市   | 清水田浜           | 全域                     | 牡鹿町   | 大字清水田浜                 | 全域                         | 2005年（平成17年）4月1日 |
| 石巻市   | 小網倉浜           | 全域                     | 牡鹿町   | 大字小網倉浜                 | 全域                         | 2005年（平成17年）4月1日 |
| 石巻市   | 大谷川浜           | 二重坂（新設）           | 牡鹿町   | 大字谷川浜                   | 字二重坂                     | 2005年（平成17年）4月1日 |
| 石巻市   | 大谷川浜           | 下町（新設）             | 牡鹿町   | 大字谷川浜                   | 字下町                       | 2005年（平成17年）4月1日 |
| 石巻市   | 大谷川浜           | 高田（新設）             | 牡鹿町   | 大字谷川浜                   | 字高田                       | 2005年（平成17年）4月1日 |
| 石巻市   | 大谷川浜           | 金越（新設）             | 牡鹿町   | 大字谷川浜                   | 字金越                       | 2005年（平成17年）4月1日 |
| 石巻市   | 大谷川浜           | 大谷川二番（新設）       | 牡鹿町   | 大字谷川浜                   | 字大谷川二番                 | 2005年（平成17年）4月1日 |
| 石巻市   | 大谷川浜           | 苗代目（新設）           | 牡鹿町   | 大字谷川浜                   | 字苗代目                     | 2005年（平成17年）4月1日 |
| 石巻市   | 大谷川浜           | 小浜山（新設）           | 牡鹿町   | 大字谷川浜                   | 字小浜山                     | 2005年（平成17年）4月1日 |
| 石巻市   | 大谷川浜           | 小積道山（新設）         | 牡鹿町   | 大字谷川浜                   | 字小積道山                   | 2005年（平成17年）4月1日 |
| 石巻市   | 大谷川浜           | 川向（新設）             | 牡鹿町   | 大字谷川浜                   | 字川向                       | 2005年（平成17年）4月1日 |
| 石巻市   | 大谷川浜           | 大谷川（新設）           | 牡鹿町   | 大字谷川浜                   | 字大谷川                     | 2005年（平成17年）4月1日 |
| 石巻市   | 谷川浜             | 一部                     | 牡鹿町   | 大字谷川浜                   | 一部                         | 2005年（平成17年）4月1日 |
| 石巻市   | 鮫浦               | 全域                     | 牡鹿町   | 大字鮫浦                     | 全域                         | 2005年（平成17年）4月1日 |
| 石巻市   | 泊浜               | 全域                     | 牡鹿町   | 大字泊浜                     | 全域                         | 2005年（平成17年）4月1日 |
| 石巻市   | 前網浜             | オソヒ沢山（新設）       | 牡鹿町   | 大字寄磯浜                   | 字オソヒ沢山                 | 2005年（平成17年）4月1日 |
| 石巻市   | 前網浜             | 釜ノ浜（新設）           | 牡鹿町   | 大字寄磯浜                   | 字釜ノ浜                     | 2005年（平成17年）4月1日 |
| 石巻市   | 前網浜             | 田鳥（新設）             | 牡鹿町   | 大字寄磯浜                   | 字田鳥                       | 2005年（平成17年）4月1日 |
| 石巻市   | 前網浜             | 白窪（新設）             | 牡鹿町   | 大字寄磯浜                   | 字白窪                       | 2005年（平成17年）4月1日 |
| 石巻市   | 前網浜             | 前網（新設）             | 牡鹿町   | 大字寄磯浜                   | 字前網                       | 2005年（平成17年）4月1日 |
| 石巻市   | 寄磯浜             | 一部                     | 牡鹿町   | 大字寄磯浜                   | 一部                         | 2005年（平成17年）4月1日 |

### 釜・大街道地区住居表示
2007年（平成19年）9月1日に釜・大街道地区の一部における住居表示実施に伴い、以下の通り、町域の再編が実施された。
| 変更後                 | 変更前                       | 変更前                       | 実施年月日               |
| 町丁                   | 町・字（特記なければ各一部） | 町・字（特記なければ各一部） | 実施年月日               |
| 町丁                   | 大字                         | 小字                         | 実施年月日               |
| ---------------------- | ---------------------------- | ---------------------------- | ------------------------ |
| 大街道北一丁目（新設） | 門脇                         | 字五番谷地                   | 2007年（平成19年）9月1日 |
| 大街道北二丁目（新設） | 門脇                         | 字五番谷地                   | 2007年（平成19年）9月1日 |
| 大街道北二丁目（新設） | なし                         | 字南谷地                     | 2007年（平成19年）9月1日 |
| 大街道北三丁目（新設） | 門脇                         | 字四番谷地                   | 2007年（平成19年）9月1日 |
| 大街道北四丁目（新設） | 門脇                         | 字四番谷地                   | 2007年（平成19年）9月1日 |
| 大街道西一丁目（新設） | 門脇                         | 字三番谷地                   | 2007年（平成19年）9月1日 |
| 大街道西一丁目（新設） | 門脇                         | 字四番谷地                   | 2007年（平成19年）9月1日 |
| 大街道西二丁目（新設） | 門脇                         | 字三番谷地                   | 2007年（平成19年）9月1日 |
| 大街道西三丁目（新設） | 門脇                         | 字中浦                       | 2007年（平成19年）9月1日 |
| 大街道西三丁目（新設） | 門脇                         | 字三番谷地                   | 2007年（平成19年）9月1日 |
| 大街道東一丁目（新設） | 門脇                         | 字三軒屋                     | 2007年（平成19年）9月1日 |
| 大街道東一丁目（新設） | 門脇                         | 字五番谷地                   | 2007年（平成19年）9月1日 |
| 大街道東一丁目（新設） | 門脇                         | 字東上野町                   | 2007年（平成19年）9月1日 |
| 大街道東二丁目（新設） | 門脇                         | 字三軒屋                     | 2007年（平成19年）9月1日 |
| 大街道東二丁目（新設） | 門脇                         | 字東上野町                   | 2007年（平成19年）9月1日 |
| 大街道東二丁目（新設） | 門脇                         | 字本草園（全部）             | 2007年（平成19年）9月1日 |
| 大街道東三丁目（新設） | 門脇                         | 字三軒屋                     | 2007年（平成19年）9月1日 |
| 大街道東三丁目（新設） | 門脇                         | 字本草園前                   | 2007年（平成19年）9月1日 |
| 大街道東四丁目（新設） | 門脇                         | 字三軒屋                     | 2007年（平成19年）9月1日 |
| 大街道東四丁目（新設） | 門脇                         | 字五番谷地                   | 2007年（平成19年）9月1日 |
| 大街道東四丁目（新設） | 門脇                         | 字東上野町                   | 2007年（平成19年）9月1日 |
| 大街道南一丁目（新設） | 門脇                         | 字西三軒屋                   | 2007年（平成19年）9月1日 |
| 大街道南一丁目（新設） | 門脇                         | 字四番谷地                   | 2007年（平成19年）9月1日 |
| 大街道南一丁目（新設） | 門脇                         | 字上野町                     | 2007年（平成19年）9月1日 |
| 大街道南二丁目（新設） | 門脇                         | 字西三軒町                   | 2007年（平成19年）9月1日 |
| 大街道南三丁目（新設） | 門脇                         | 字西三軒屋                   | 2007年（平成19年）9月1日 |
| 大街道南三丁目（新設） | 門脇                         | 字三軒屋                     | 2007年（平成19年）9月1日 |
| 大街道南三丁目（新設） | 門脇                         | 字本草園前                   | 2007年（平成19年）9月1日 |
| 大街道南四丁目（新設） | 門脇                         | 字西三軒屋                   | 2007年（平成19年）9月1日 |
| 大街道南四丁目（新設） | 門脇                         | 字本草園前                   | 2007年（平成19年）9月1日 |
| 大街道南五丁目（新設） | 門脇                         | 字西三軒屋                   | 2007年（平成19年）9月1日 |
| 大街道南五丁目（新設） | 門脇                         | 字四番谷地                   | 2007年（平成19年）9月1日 |
| 大街道南五丁目（新設） | 門脇                         | 字上野町                     | 2007年（平成19年）9月1日 |
| 築山一丁目（新設）     | 門脇                         | 字築山                       | 2007年（平成19年）9月1日 |
| 築山一丁目（新設）     | 門脇                         | 字三ツ股                     | 2007年（平成19年）9月1日 |
| 築山二丁目（新設）     | 門脇                         | 字築山                       | 2007年（平成19年）9月1日 |
| 築山三丁目（新設）     | 門脇                         | 字築山                       | 2007年（平成19年）9月1日 |
| 築山四丁目（新設）     | 門脇                         | 字築山                       | 2007年（平成19年）9月1日 |
| 三ツ股一丁目（新設）   | 門脇                         | 字三ツ股                     | 2007年（平成19年）9月1日 |
| 三ツ股一丁目（新設）   | 門脇                         | 字中浦                       | 2007年（平成19年）9月1日 |
| 三ツ股一丁目（新設）   | 門脇                         | 字三番谷地                   | 2007年（平成19年）9月1日 |
| 三ツ股二丁目（新設）   | 門脇                         | 字中浦                       | 2007年（平成19年）9月1日 |
| 三ツ股二丁目（新設）   | 門脇                         | 字三ツ股                     | 2007年（平成19年）9月1日 |
| 三ツ股二丁目（新設）   | 門脇                         | 字築山                       | 2007年（平成19年）9月1日 |
| 三ツ股三丁目（新設）   | 門脇                         | 字中浦                       | 2007年（平成19年）9月1日 |
| 三ツ股三丁目（新設）   | 門脇                         | 字堀切（全部）               | 2007年（平成19年）9月1日 |
| 三ツ股三丁目（新設）   | 門脇                         | 字中島                       | 2007年（平成19年）9月1日 |
| 三ツ股三丁目（新設）   | 門脇                         | 字三ツ股                     | 2007年（平成19年）9月1日 |
| 三ツ股三丁目（新設）   | 門脇                         | 字築山                       | 2007年（平成19年）9月1日 |
| 三ツ股三丁目（新設）   | 中島町                       |                              | 2007年（平成19年）9月1日 |
| 三ツ股三丁目（新設）   | 三河町                       |                              | 2007年（平成19年）9月1日 |
| 三ツ股四丁目（新設）   | 門脇                         | 字中浦                       | 2007年（平成19年）9月1日 |
| 三ツ股四丁目（新設）   | 門脇                         | 字三ツ股                     | 2007年（平成19年）9月1日 |
| 中浦一丁目（新設）     | 門脇                         | 字中浦                       | 2007年（平成19年）9月1日 |
| 中浦二丁目（新設）     | 門脇                         | 字中浦                       | 2007年（平成19年）9月1日 |
| 中浦二丁目（新設）     | 中島町                       |                              | 2007年（平成19年）9月1日 |
| 新館一丁目（新設）     | 門脇                         | 字新館                       | 2007年（平成19年）9月1日 |
| 新館一丁目（新設）     | 門脇                         | 字中浦                       | 2007年（平成19年）9月1日 |
| 新館二丁目（新設）     | 門脇                         | 字新館                       | 2007年（平成19年）9月1日 |
| 新館二丁目（新設）     | 門脇                         | 字中浦                       | 2007年（平成19年）9月1日 |
| 新館二丁目（新設）     | 中島町                       |                              | 2007年（平成19年）9月1日 |
| 新館三丁目（新設）     | 門脇                         | 字新館                       | 2007年（平成19年）9月1日 |
| 中屋敷一丁目（新設）   | 門脇                         | 字中屋敷                     | 2007年（平成19年）9月1日 |
| 中屋敷一丁目（新設）   | 門脇                         | 字新館                       | 2007年（平成19年）9月1日 |
| 中屋敷二丁目（新設）   | 門脇                         | 字中屋敷                     | 2007年（平成19年）9月1日 |
| 中屋敷二丁目（新設）   | 門脇                         | 字新館                       | 2007年（平成19年）9月1日 |

### 渡波北部土地区画整理事業
2011年（平成23年）2月4日に渡波北部土地区画整理事業の換地処分が実施され、同年2月5日に渡波北部地区で換地処分に伴う住所変更が実施された。住所変更実施に伴い、以下の通り、町の新設が実施された。
| 変更後             | 変更前 | 変更前   | 変更日                   |
| 町丁               | 大字   | 小字     | 変更日                   |
| ------------------ | ------ | -------- | ------------------------ |
| 新成一丁目（新設） | 渡波   | 字旭ヶ浦 | 2011年（平成23年）2月5日 |
| 新成一丁目（新設） | 渡波   | 字不動下 | 2011年（平成23年）2月5日 |
| 新成二丁目（新設） | 渡波   | 字旭ヶ浦 | 2011年（平成23年）2月5日 |
| 新成二丁目（新設） | 流留   | 字原     | 2011年（平成23年）2月5日 |
| 新成二丁目（新設） | 流留   | 字新堤下 | 2011年（平成23年）2月5日 |
| 新成三丁目（新設） | 流留   | 字新堤下 | 2011年（平成23年）2月5日 |
| 新成三丁目（新設） | 流留   | 字垂水   | 2011年（平成23年）2月5日 |

### 蛇田西部土地区画整理事業
2013年（平成25年）5月10日に蛇田西部土地区画整理事業の換地処分が実施され、同年5月11日に蛇田西部で換地処分に伴う住所変更が実施された。住所変更実施に伴い、以下の通り、町の新設が実施された。
| 変更後             | 変更前                       | 変更前                       | 変更日                    |
| 町丁               | 町・字（特記なければ各一部） | 町・字（特記なければ各一部） | 変更日                    |
| 町丁               | 大字                         | 小字                         | 変更日                    |
| ------------------ | ---------------------------- | ---------------------------- | ------------------------- |
| 茜平一丁目（新設） | 蛇田                         | 字福村南                     | 2013年（平成25年）5月11日 |
| 茜平一丁目（新設） | 蛇田                         | 字五軒屋敷                   | 2013年（平成25年）5月11日 |
| 茜平一丁目（新設） | 蛇田                         | 字新金沼                     | 2013年（平成25年）5月11日 |
| 茜平二丁目（新設） | 蛇田                         | 字五軒屋敷                   | 2013年（平成25年）5月11日 |
| 茜平二丁目（新設） | 蛇田                         | 字菰継                       | 2013年（平成25年）5月11日 |
| 茜平三丁目（新設） | 蛇田                         | 字新金沼                     | 2013年（平成25年）5月11日 |
| 茜平三丁目（新設） | 蛇田                         | 字五軒屋敷前                 | 2013年（平成25年）5月11日 |
| 茜平四丁目（新設） | 蛇田                         | 字新金沼                     | 2013年（平成25年）5月11日 |
| 茜平五丁目（新設） | 蛇田                         | 字新金沼                     | 2013年（平成25年）5月11日 |

### 蛇田北部土地区画整理事業
2014年（平成26年）2月21日に蛇田北部土地区画整理事業の換地処分が実施され、同年2月22日に蛇田北部で換地処分に伴う住所変更が実施された。住所変更実施に伴い、以下の通り、町の新設が実施された。
| 変更後               | 変更前                       | 変更前                       | 変更日                    |
| 町丁                 | 町・字（特記なければ各一部） | 町・字（特記なければ各一部） | 変更日                    |
| 町丁                 | 大字                         | 小字                         | 変更日                    |
| -------------------- | ---------------------------- | ---------------------------- | ------------------------- |
| わかば一丁目（新設） | 蛇田                         | 字東道下                     | 2014年（平成26年）2月22日 |
| わかば二丁目（新設） | 蛇田                         | 字東道下                     | 2014年（平成26年）2月22日 |
| わかば二丁目（新設） | 蛇田                         | 字西道下                     | 2014年（平成26年）2月22日 |
| わかば三丁目（新設） | 蛇田                         | 字東道下                     | 2014年（平成26年）2月22日 |
| わかば三丁目（新設） | 蛇田                         | 字西道下                     | 2014年（平成26年）2月22日 |

### 南境土地区画整理事業
2014年（平成26年）2月21日に南境土地区画整理事業の換地処分が実施され、同年2月22日に南境で換地処分に伴う住所変更が実施された。住所変更実施に伴い、以下の通り、町の新設が実施された。
| 変更後             | 変更前                       | 変更前                       | 変更日                    |
| 町丁               | 町・字（特記なければ各一部） | 町・字（特記なければ各一部） | 変更日                    |
| 町丁               | 大字                         | 小字                         | 変更日                    |
| ------------------ | ---------------------------- | ---------------------------- | ------------------------- |
| 美園一丁目（新設） | 南境                         | 字新稲干                     | 2014年（平成26年）2月22日 |
| 美園二丁目（新設） | 南境                         | 字新稲干                     | 2014年（平成26年）2月22日 |
| 美園三丁目（新設） | 南境                         | 字新稲干                     | 2014年（平成26年）2月22日 |
| 美園三丁目（新設） | 南境                         | 字新小堤                     | 2014年（平成26年）2月22日 |

### 蛇田中央土地区画整理事業
2014年（平成26年）5月9日に蛇田中央土地区画整理事業の換地処分が実施され、同年5月10日に蛇田で換地処分に伴う住所変更が実施された。住所変更実施に伴い、以下の通り、町の新設が実施された。
| 変更後               | 変更前                       | 変更前                       | 実施年月日                |
| 町丁                 | 町・字（特記なければ各一部） | 町・字（特記なければ各一部） | 実施年月日                |
| 町丁                 | 大字                         | 小字                         | 実施年月日                |
| -------------------- | ---------------------------- | ---------------------------- | ------------------------- |
| 恵み野一丁目（新設） | 蛇田                         | 字太田切                     | 2014年（平成26年）5月10日 |
| 恵み野一丁目（新設） | 蛇田                         | 字新金沼                     | 2014年（平成26年）5月10日 |
| 恵み野一丁目（新設） | 蛇田                         | 字芋殻町                     | 2014年（平成26年）5月10日 |
| 恵み野一丁目（新設） | 蛇田                         | 字福村南                     | 2014年（平成26年）5月10日 |
| 恵み野二丁目（新設） | 蛇田                         | 字新大埣                     | 2014年（平成26年）5月10日 |
| 恵み野二丁目（新設） | 蛇田                         | 字大埣                       | 2014年（平成26年）5月10日 |
| 恵み野二丁目（新設） | 蛇田                         | 字新金沼                     | 2014年（平成26年）5月10日 |
| 恵み野二丁目（新設） | 蛇田                         | 字太田切                     | 2014年（平成26年）5月10日 |
| 恵み野三丁目（新設） | 蛇田                         | 字新大埣                     | 2014年（平成26年）5月10日 |
| 恵み野三丁目（新設） | 蛇田                         | 字新金沼                     | 2014年（平成26年）5月10日 |
| 恵み野四丁目（新設） | 蛇田                         | 字新大埣                     | 2014年（平成26年）5月10日 |
| 恵み野四丁目（新設） | 蛇田                         | 字新金沼                     | 2014年（平成26年）5月10日 |
| 恵み野五丁目（新設） | 蛇田                         | 字新大埣                     | 2014年（平成26年）5月10日 |
| 恵み野五丁目（新設） | 蛇田                         | 字新金沼                     | 2014年（平成26年）5月10日 |
| 恵み野六丁目（新設） | 蛇田                         | 字新大埣                     | 2014年（平成26年）5月10日 |

### 防災集団移転促進事業の町字名変更
防災集団移転促進事業の一環で事業区域の一部について、2016年（平成28年）1月29日、同年8月29日、同年10月7日、2017年（平成29年）1月26日に告示され、告示の当日から効力が発生し、以下の通り、字域の再編および町・字の新設が行われた。
| 変更後             | 変更後             | 変更前                       | 変更前                       | 変更日                    |
| 町・字             | 町・字             | 町・字（特記なければ各一部） | 町・字（特記なければ各一部） | 変更日                    |
| 大字               | 小字               | 大字                         | 小字                         | 変更日                    |
| ------------------ | ------------------ | ---------------------------- | ---------------------------- | ------------------------- |
| 渡波               | 字佐須（編入）     | 渡波                         | 字袖ノ浜                     | 2016年（平成28年）1月29日 |
| 折浜               | 字風越（編入）     | 折浜                         | 字石ナキ                     | 2016年（平成28年）1月29日 |
| 折浜               | 字風越（編入）     | 折浜                         | 字田ノ浜                     | 2016年（平成28年）1月29日 |
| 月浦               | 字月浦（編入）     | 侍浜                         | 字西山                       | 2016年（平成28年）1月29日 |
| 荻浜               | 字横浜山（編入）   | 荻浜                         | 字石峠                       | 2016年（平成28年）1月29日 |
| 荻浜               | 字横浜山（編入）   | 荻浜                         | 字荻浜                       | 2016年（平成28年）1月29日 |
| 狐崎浜             | 字鹿立屋敷（編入） | 狐崎浜                       | 字後沢山                     | 2016年（平成28年）1月29日 |
| 福貴浦             | 字土手（編入）     | 狐崎浜                       | 字迎山                       | 2016年（平成28年）1月29日 |
| 北上町十三浜       | 字浪田（編入）     | 北上町十三浜                 | 字松ノ坂                     | 2016年（平成28年）1月29日 |
| 北上町十三浜       | 字小泊（編入）     | 北上町十三浜                 | 字猪の沢                     | 2016年（平成28年）1月29日 |
| 北上町十三浜       | 字長塩谷（編入）   | 北上町十三浜                 | 字上大平                     | 2016年（平成28年）1月29日 |
| 北上町十三浜       | 字小田（編入）     | 北上町十三浜                 | 字追場                       | 2016年（平成28年）1月29日 |
| 大原浜             | 大草山（編入）     | 大原浜                       | 細田（全部）                 | 2016年（平成28年）8月29日 |
| 大原浜             | 大草山（編入）     | 大原浜                       | 北稲荷山                     | 2016年（平成28年）8月29日 |
| 大原浜             | 大草山（編入）     | 大原浜                       | 谷川北道                     | 2016年（平成28年）8月29日 |
| 大原浜             | 大草山（編入）     | 大原浜                       | 細田道中田                   | 2016年（平成28年）8月29日 |
| 給分浜             | 大房（編入）       | 給分浜                       | 清水川                       | 2016年（平成28年）8月29日 |
| 十八成浜           | 十八成（編入）     | 十八成浜                     | 金剛田                       | 2016年（平成28年）8月29日 |
| 十八成浜           | 十八成（編入）     | 十八成浜                     | 大嵐山                       | 2016年（平成28年）8月29日 |
| 十八成浜           | 十八成（編入）     | 十八成浜                     | 葉ノ木沢入                   | 2016年（平成28年）8月29日 |
| 鮎川浜             | 黒崎（編入）       | 鮎川浜                       | 大子                         | 2016年（平成28年）8月29日 |
| 鮎川浜             | 黒崎（編入）       | 鮎川浜                       | 一本杉                       | 2016年（平成28年）8月29日 |
| 鮎川浜             | 黒崎（編入）       | 鮎川浜                       | 新田                         | 2016年（平成28年）8月29日 |
| 大谷川浜           | 小浜山（編入）     | 大谷川浜                     | 苗代目                       | 2016年（平成28年）8月29日 |
| 鮫浦               | 細田（編入）       | 鮫浦                         | 紅花蔓                       | 2016年（平成28年）8月29日 |
| 鮫浦               | 存入田（編入）     | 鮫浦                         | 浜畑                         | 2016年（平成28年）8月29日 |
| 寄磯浜             | 大松（編入）       | 寄磯浜                       | 池尻                         | 2016年（平成28年）8月29日 |
| 小渕浜             | 北（新設）         | 給分浜                       | 羽黒下                       | 2016年（平成28年）10月7日 |
| 小渕浜             | 北（新設）         | 給分浜                       | 羽黒山                       | 2016年（平成28年）10月7日 |
| 小渕浜             | 北（新設）         | 小渕浜                       | 関ノ入                       | 2016年（平成28年）10月7日 |
| 小渕浜             | 南（新設）         | 給分浜                       | クルミ山                     | 2016年（平成28年）10月7日 |
| 小渕浜             | 南（新設）         | 小渕浜                       | 仁喜山                       | 2016年（平成28年）10月7日 |
| 小渕浜             | 南（新設）         | 小渕浜                       | 板橋                         | 2016年（平成28年）10月7日 |
| 小渕浜             | 南（新設）         | 小渕浜                       | 十八成道下                   | 2016年（平成28年）10月7日 |
| 小渕浜             | 南（新設）         | 小渕浜                       | 狩又                         | 2016年（平成28年）10月7日 |
| 谷川浜             | 光ヶ丘（新設）     | 谷川浜                       | 風越山                       | 2016年（平成28年）10月7日 |
| 谷川浜             | 光ヶ丘（新設）     | 谷川浜                       | 中井道                       | 2016年（平成28年）10月7日 |
| 鮎川浜             | 熊野（編入）       | 鮎川浜                       | 北                           | 2016年（平成28年）10月7日 |
| 二子一丁目（新設） | 二子一丁目（新設） | 小船越                       | 字二子畑                     | 2017年（平成29年）1月26日 |
| 二子一丁目（新設） | 二子一丁目（新設） | 小船越                       | 字二子南下                   | 2017年（平成29年）1月26日 |
| 二子二丁目（新設） | 二子二丁目（新設） | 小船越                       | 字二子南下                   | 2017年（平成29年）1月26日 |
| 二子三丁目（新設） | 二子三丁目（新設） | 小船越                       | 字二子畑                     | 2017年（平成29年）1月26日 |
| 二子三丁目（新設） | 二子三丁目（新設） | 小船越                       | 字二子南下                   | 2017年（平成29年）1月26日 |

### あけぼの北地区被災市街地復興土地区画整理事業
2016年（平成28年）5月20日にあけぼの北地区被災市街地復興土地区画整理事業の換地処分の公告が行われ、同年5月21日に蛇田で換地処分に伴う住所変更が実施された。蛇田における住所変更実施に伴い、以下の通り、町の新設が実施された。
| 変更後                   | 変更前                       | 変更前                       | 変更日                    |
| 町・字                   | 町・字（特記なければ各一部） | 町・字（特記なければ各一部） | 変更日                    |
| 町丁                     | 大字                         | 小字                         | 変更日                    |
| ------------------------ | ---------------------------- | ---------------------------- | ------------------------- |
| あけぼの北一丁目（新設） | 蛇田                         | 字西道下                     | 2016年（平成28年）5月20日 |
| あけぼの北二丁目（新設） | 蛇田                         | 字西道下                     | 2016年（平成28年）5月20日 |

### 新蛇田南・新蛇田南第二地区被災市街地復興土地区画整理事業
2018年（平成30年）8月24日に新蛇田南・新蛇田南第二地区被災市街地復興土地区画整理事業の換地処分が公告され、同年8月25日に蛇田・門脇で換地処分に伴う住所変更が実施された。蛇田・門脇における住所変更実施に伴い、以下の通り、町の新設が実施された。
| 変更後                 | 変更前                       | 変更前                       | 変更日                    |
| 町・字                 | 町・字（特記なければ各一部） | 町・字（特記なければ各一部） | 変更日                    |
| 町丁                   | 大字                         | 小字                         | 変更日                    |
| ---------------------- | ---------------------------- | ---------------------------- | ------------------------- |
| あゆみ野一丁目（新設） | 蛇田                         | 字新西前沼                   | 2018年（平成26年）8月25日 |
| あゆみ野一丁目（新設） | 蛇田                         | 字上前沼                     | 2018年（平成26年）8月25日 |
| あゆみ野二丁目（新設） | 蛇田                         | 字新西前沼                   | 2018年（平成26年）8月25日 |
| あゆみ野二丁目（新設） | 門脇                         | 字青葉西                     | 2018年（平成26年）8月25日 |
| あゆみ野三丁目（新設） | 蛇田                         | 字新西前沼                   | 2018年（平成26年）8月25日 |
| あゆみ野三丁目（新設） | 蛇田                         | 字新沼田                     | 2018年（平成26年）8月25日 |
| あゆみ野四丁目（新設） | 蛇田                         | 字新西前沼                   | 2018年（平成26年）8月25日 |
| あゆみ野四丁目（新設） | 蛇田                         | 字上前沼                     | 2018年（平成26年）8月25日 |
| あゆみ野四丁目（新設） | 蛇田                         | 字新沼田                     | 2018年（平成26年）8月25日 |
| あゆみ野五丁目（新設） | 蛇田                         | 字新沼田                     | 2018年（平成26年）8月25日 |

### 遠田郡美里町との境界変更
2019年（平成31年）2月1日に遠田郡美里町と境界変更が実施され、以下の通り、字域の再編が行われた。
| 変更後   | 変更後 | 変更後     | 変更前   | 変更前                       | 変更前                       | 変更日                   |
| 新自治体 | 町・字 | 町・字     | 旧自治体 | 町・字（特記なければ各一部） | 町・字（特記なければ各一部） | 変更日                   |
| 新自治体 | 大字   | 小字       | 旧自治体 | 大字                         | 小字                         | 変更日                   |
| -------- | ------ | ---------- | -------- | ---------------------------- | ---------------------------- | ------------------------ |
| 石巻市   | 木間塚 | 字馬場崎   | 美里町   | 木間塚                       | 字馬場崎                     | 2019年（平成31年）2月1日 |
| 石巻市   | 二郷   | 字新堀     | 美里町   | 二郷                         | 字新堀                       | 2019年（平成31年）2月1日 |
| 石巻市   | 二郷   | 字鳥ノ巣   | 美里町   | 二郷                         | 字鳥ノ巣                     | 2019年（平成31年）2月1日 |
| 石巻市   | 二郷   | 字矢返     | 美里町   | 二郷                         | 字矢返                       | 2019年（平成31年）2月1日 |
| 美里町   | 北村   | 字朝日前   | 石巻市   | 北村                         | 字朝日前                     | 2019年（平成31年）2月1日 |
| 美里町   | 北村   | 字大沢堤下 | 石巻市   | 北村                         | 字大沢堤下                   | 2019年（平成31年）2月1日 |
| 美里町   | 北村   | 字熊崎     | 石巻市   | 北村                         | 字熊崎                       | 2019年（平成31年）2月1日 |
| 美里町   | 北村   | 字新天神下 | 石巻市   | 北村                         | 字新天神下                   | 2019年（平成31年）2月1日 |
| 美里町   | 北村   | 字鳥の巣   | 石巻市   | 北村                         | 字鳥の巣                     | 2019年（平成31年）2月1日 |
| 美里町   | 北村   | 字矢返     | 石巻市   | 北村                         | 字矢返                       | 2019年（平成31年）2月1日 |
| 美里町   | 北村   | 字六反替地 | 石巻市   | 北村                         | 字六反替地                   | 2019年（平成31年）2月1日 |

### 上釜南部地区土地区画整理事業
2021年（令和3年）3月26日に上釜南部地区土地区画整理事業の換地処分が公告され、上釜南部地区で換地処分に伴う住所変更が実施された。上釜南部地区における住所変更実施に伴い、以下の通り、町の新設が実施された。
| 変更後           | 変更前                       | 変更前                       | 変更日                   |
| 町・字           | 町・字（特記なければ各一部） | 町・字（特記なければ各一部） | 変更日                   |
| 町丁             | 大字                         | 小字                         | 変更日                   |
| ---------------- | ---------------------------- | ---------------------------- | ------------------------ |
| 浦屋敷南（新設） | 門脇                         | 字浦屋敷                     | 2021年（令和3年）3月27日 |
| 浦屋敷南（新設） | 門脇                         | 字捨喰                       | 2021年（令和3年）3月27日 |
| 浦屋敷南（新設） | 門脇                         | 字鷲塚                       | 2021年（令和3年）3月27日 |
| 浦屋敷南（新設） | 門脇                         | 字新金沼                     | 2021年（令和3年）3月27日 |
| 新館南（新設）   | 門脇                         | 字鷲塚                       | 2021年（令和3年）3月27日 |
| 新館南（新設）   | 門脇                         | 字菰継                       | 2021年（令和3年）3月27日 |
| 新館南（新設）   | 中屋敷二丁目                 |                              | 2021年（令和3年）3月27日 |
| 明神南（新設）   | 門脇                         | 字鷲塚                       | 2021年（令和3年）3月27日 |
| 明神南（新設）   | 門脇                         | 字捨喰                       | 2021年（令和3年）3月27日 |
| 明神南（新設）   | 門脇                         | 字明神                       | 2021年（令和3年）3月27日 |

### 湊西地区土地区画整理事業
2021年（令和3年）11月26日に石巻市湊西地区土地区画整理事業の換地処分が公告され、同年11月27日に湊西地区で換地処分に伴う住所変更が実施された。湊西地区における住所変更実施に伴い、以下の通り、町の新設が実施された。
| 変更後             | 変更前                       | 変更前                       | 変更日 |
| 町・字             | 町・字（特記なければ各一部） | 町・字（特記なければ各一部） | 変更日 |
| 町丁               | 大字                         | 小字                         | 変更日 |
| ------------------ | ---------------------------- | ---------------------------- | ------ |
| 湊西一丁目（新設） | 川口町一丁目                 | 川口町一丁目                 |        |
| 湊西一丁目（新設） | 川口町二丁目                 |                              |        |
| 湊西二丁目（新設） | 大門町一丁目                 | 大門町一丁目                 |        |
| 湊西二丁目（新設） | 明神町一丁目                 |                              |        |
| 湊西二丁目（新設） | 湊                           | 字須賀松                     |        |
| 湊西三丁目（新設） | 川口町二丁目                 | 川口町二丁目                 |        |
| 湊西三丁目（新設） | 川口町三丁目                 |                              |        |
| 湊西三丁目（新設） | 湊                           | 字須賀松                     |        |

### 湊東地区土地区画整理事業
2022年（令和4年）3月18日に石巻市湊東地区土地区画整理事業の換地処分が公告され、同年3月19日に湊東地区で換地処分に伴う住所変更が実施された。湊東地区における住所変更実施に伴い、以下の通り、町の新設が実施された。
| 変更後             | 変更前                       | 変更前                       | 変更日                   |
| 町・字             | 町・字（特記なければ各一部） | 町・字（特記なければ各一部） | 変更日                   |
| 町丁               | 大字                         | 小字                         | 変更日                   |
| ------------------ | ---------------------------- | ---------------------------- | ------------------------ |
| 湊東一丁目（新設） | 大門町二丁目                 | 大門町二丁目                 | 2022年（令和4年）3月19日 |
| 湊東一丁目（新設） | 大門町三丁目                 |                              | 2022年（令和4年）3月19日 |
| 湊東一丁目（新設） | 大門町四丁目                 |                              | 2022年（令和4年）3月19日 |
| 湊東一丁目（新設） | 明神町一丁目                 |                              | 2022年（令和4年）3月19日 |
| 湊東一丁目（新設） | 明神町二丁目                 |                              | 2022年（令和4年）3月19日 |
| 湊東一丁目（新設） | 湊町四丁目                   |                              | 2022年（令和4年）3月19日 |
| 湊東二丁目（新設） | 大門町三丁目                 | 大門町三丁目                 | 2022年（令和4年）3月19日 |
| 湊東二丁目（新設） | 大門町四丁目                 |                              | 2022年（令和4年）3月19日 |
| 湊東二丁目（新設） | 湊                           | 字大門崎                     | 2022年（令和4年）3月19日 |
| 湊東二丁目（新設） | 明神町二丁目                 |                              | 2022年（令和4年）3月19日 |
| 湊東三丁目（新設） | 明神町一丁目                 | 明神町一丁目                 | 2022年（令和4年）3月19日 |
| 湊東三丁目（新設） | 明神町二丁目                 |                              | 2022年（令和4年）3月19日 |
| 湊東三丁目（新設） | 湊                           | 字須賀松                     | 2022年（令和4年）3月19日 |